# Мельбурн
Ме́льбурн (також Мельборн, англ. Melbourne [англ. вимова: [ˈmɛlbə(r)n], місцеве [ˈmælbən, -bn̩]]; мовами корінних народів Narrm or Naarm) — місто в Австралії, столиця й найбільше місто штату Вікторія, найбільше місто Австралії. Населення понад 5 мільйонів осіб. Найкраще місто для проживання у світі з 2011 до 2017 року згідно з дослідженнями аналітичного центру журналу «Економіст».
Мельбурн, розташований на південному сході континенту, на березі затоки Індійського океану Порт-Філіп, — фінансовий, промисловий, транспортний, торговий, культурний та науковий центр, тут розміщені штаб-квартири найбільших австралійських банків та корпорацій, університети, театри, музеї, консерваторія, обсерваторія, зоопарки, національні парки, акваріум і ботанічний сад.
Місто назване на честь англійського аристократа, на той час чинного прем'єр-міністра Великої Британії віконта Мельбурна Вільяма Лема.

## Урбаноніми. Що розуміється під «містом Мельбурн»
Що таке «місто Мельбурн» — однозначного визначення не існує. Під цим поняттям частіше за все розуміють міську агломерацію Великий Мельбурн (Greater Melbourne), а також міський муніципалітет Мельбурн або однойменний Центральний діловий район міста (саме він юридично і є Мельбурном):

### Мельбурн, Центральний діловий район
(англ. Melbourne city centre)
З точки зору пошти «Australia Post», дороговказів, дорожніх та географічних мап, Мельбурн-Сіті тільки і є Мельбурном.[джерело?] За даними перепису 2016 року, його населення становило 37 975 осіб. На мапі виразно видно прямокутник (реальні розміри ~1x2 кілометри) на північному березі річки Ярра, це і є місто Мельбурн у вузькому значенні[джерело?]. Має типову міську забудову багатоповерхівками та хмарочосами. По вулицях рухається міський транспорт — трамваї та автобуси, під землею — електропоїзди метро.

### Муніципалітет Мельбурн
(англ. City of Melbourne, Inner Melbourne)
Муніципалітет Мельбурн — адміністративно-територіальна одиниця, має власний орган самоврядування з чітко визначеними адміністративними межами. Муніципалітет Мельбурн має у своєму складі Центральний Діловий Район з найближчими районами-передмістями (англ. suburbs). Населення становить 135 959 осіб (2016). Площа — 38 км². Має свій герб. Частина забудови типово міська, але також є одноповерхові та двоповерхові будинки. Тут розташовані промислові об'єкти, а також багато чудових парків. Комунальний транспорт добре розвинений. Електропоїзди метро курсують по наземних залізничних лініях, які ділять зі звичайними потягами.

### Великий Мельбурн
(англ. Greater Melbourne, Melbourne Metropolitan Area)
Являє собою конгломерат із 31-го муніципалітету (Муніципалітет Мельбурн та ще 30 муніципалітетів навколо нього). Великий Мельбурн не є адміністративною одиницею і не має окремого органу влади — всі муніципалітети ділять свої повноваження безпосередньо з владою штату Вікторія. Проте, мер Муніципалітету Мельбурн відіграє церемоніальну роль першого серед рівних, особливо під час зустрічей з іноземними делегаціями. У 2013 році до Великого Мельбурна належали 485 районів-передмість suburbs. Населення становить 5 078 193 осіб (2019), сумарна площа муніципалітетів є значною і становить 8826 км². Здебільшого, забудова являє собою приватні одноповерхові та двоповерхові будинки на окремих земельних ділянках, об'єднані в житлові масиви. Австралійці таку забудову називають Residential area. Типова міська забудова буває, як правило, тільки в центрі передмість на центральній вулиці, яка зазвичай має назву Хай Стріт (англ. High Street — Головна (висока) вулиця). Великий Мельбурн являє собою фантастичне поєднання житлових районів, промислових об'єктів, фермерських господарств, які спеціалізуються на скотарстві, конярстві, птахівництві, садівництві, овочівництві та виноградарстві, чудових пляжів по берегах затоки та океану, вічнозелених евкаліптових лісів та зон активного відпочинку для рекреації (англ. Recreation Reserves). Майже по всій території Великого Мельбурна по головних напрямках курсують міські автобуси, у центральних районах працює трамвай, електропоїзди метро рухаються наземними лініями, у радіусі до 57 км від Центрального Ділового Району.
Своє визначення місто Мельбурн існує у таксистів, телефонних і комунальних компаній та у приватних підприємств.[джерело?] На побутовому рівні вираз «I live in Melbourne and work in the city» — «Я живу в Мельбурні, а працюю в місті» означає, що ця людина живе у Великому Мельбурні в радіусі дії мельбурнського метро, а працює в Центральному Діловому Районі Мельбурна.

## Розташування

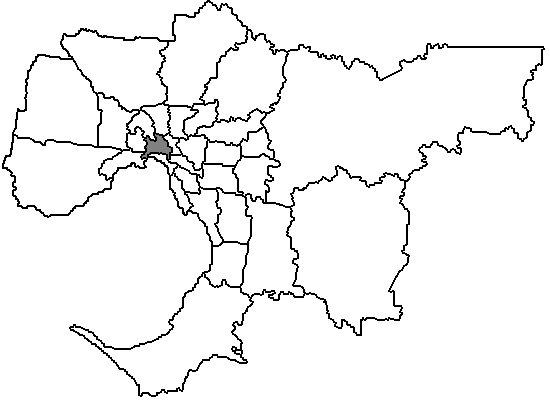
Великий Мельбурн, City of Melbourne позначено темно-сірим кольором

Мельбурн розташований на південному сході материка, континенту й країни Австралії, на півдні штату Вікторія. Його омивають води Індійського океану. Треба зазначити, що уряд Австралії вважає води Індійського океану, що омивають південне узбережжя Австралії, Південним океаном, тому на всіх австралійських мапах і документах Мельбурн знаходиться в басейні Південного океану, але прямий вихід до океану мають тільки віддалені південні райони-передмістя, основна частина міста лежить на узбережжі закритої з усіх боків затоки Порт-Філіп.
Великий Мельбурн займає величезну територію площею в 8826 км², більшою ніж Чернівецька область в Україні, та втричі більшою за територію європейської держави Люксембург.
Великий Мельбурн огортає собою північний, східний і південний береги затоки Порт-Філіп, а на суші його з усіх боків оточують гори Великого Вододільного хребта. На сході Великого Мельбурна, на території, що належить муніципалітету Ярра Рейнджз (англ. Yarra Ranges Shire), райони-передмістя лежать в передгір'ї Австралійських Альп. Тут знаходиться масив невисоких гір Данденонг, з найвищою точкою 633 метри та гора Дона Б'юенг заввишки 1 250 метрів, що є найвищою вершиною на території Великого Мельбурна.
Віддалені південні райони-передмістя розташовані на півострові Морнінгтон. На північному заході Великого Мельбурна розташований муніципалітет Мельбурн (англ. City of Melbourne) у гирлі річки Ярра по обох її берегах. Муніципалітет Мельбурн має у своєму складі Центральний Діловий Район на правому (північному) березі річки Ярра. На дорожніх мапах тільки Центральний Діловий Район позначено словом «Мельбурн».
У зв'язку з тим, що Центральний Діловий Район не перебуває в географічному центрі Великого Мельбурна, відстані до віддалених східних і південних районів-передмість є значними. Так, відстань до східного передгірського передмістя Кембарвіл автомобільними шляхами становить 115 км, відповідно, відстань до південного передмістя Портсі, розташованого на півострові Морнінгтон, у місці, де затока Порт-Філіп з'єднується з океаном, є 111 км.

## Історія та забудова міста в різні епохи

### Від заснування до столиці колонії (1835—1851)

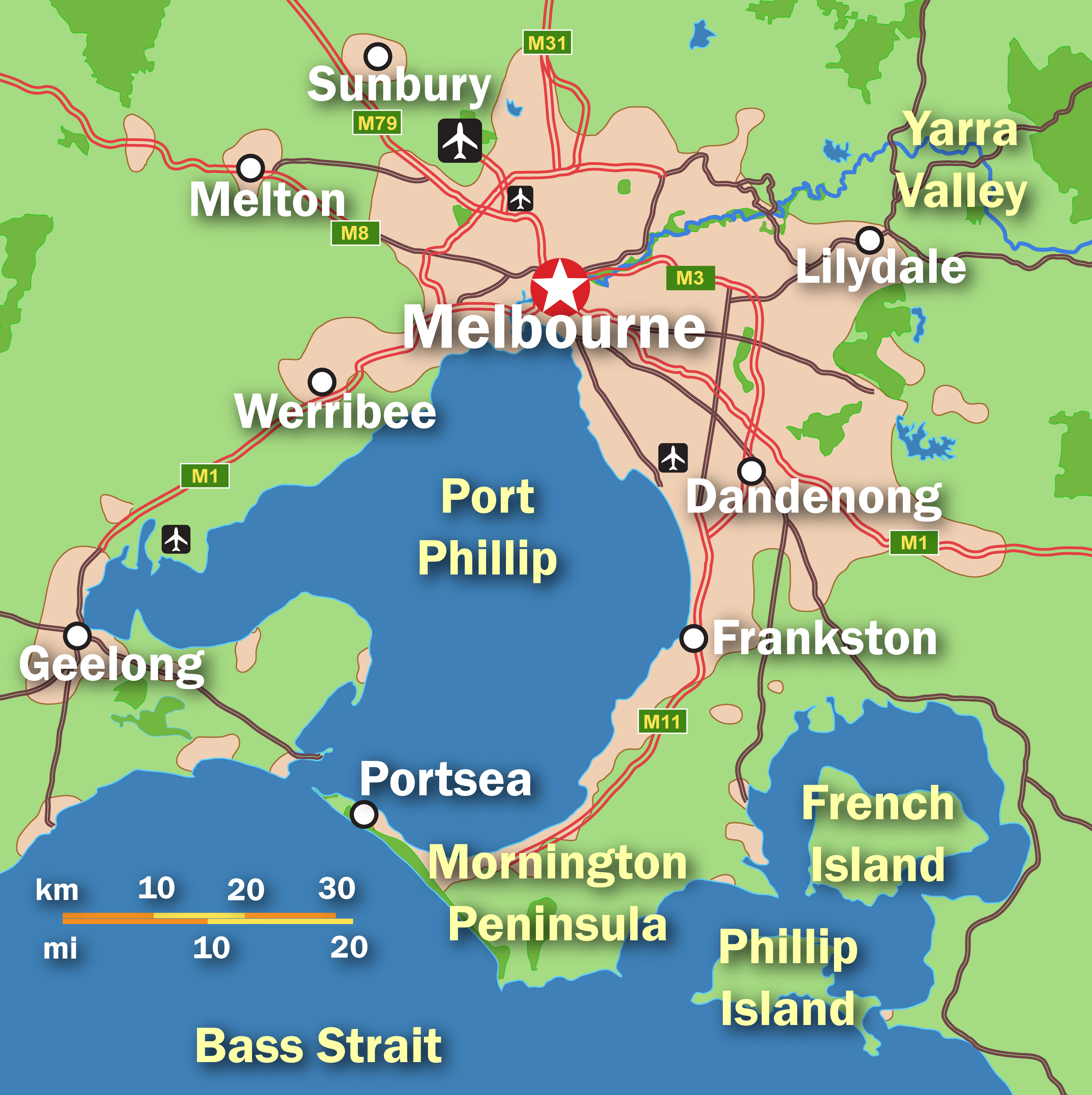
Житлові райони Великого Мельбурна і Джилонга

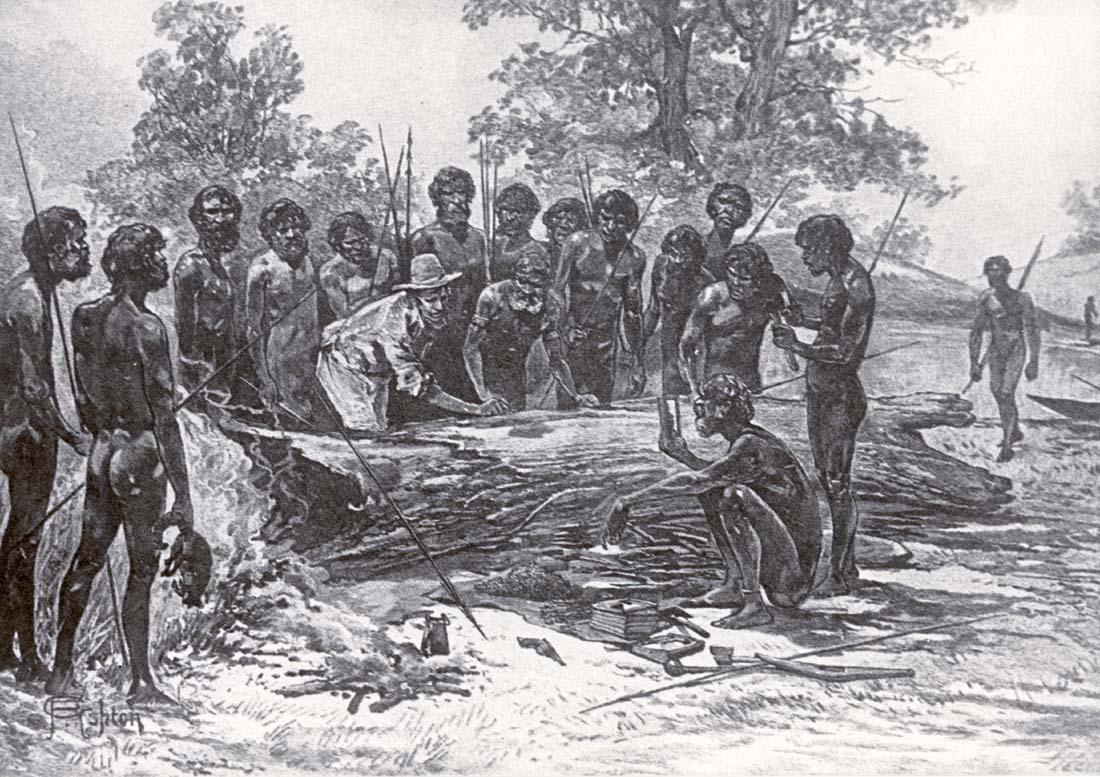
Підписання договору Бетмена. 1835

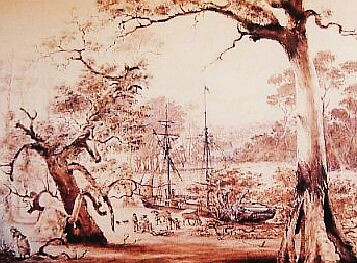
Шхуна Джона Паскоу Фокнера, на березі сучасного Мельбурна

Поселення, яке нині має назву Мельбурн, було засноване на території колонії Новий Південний Уельс, яка належала Британській Імперії. Тоді на території Австралії (Нової Голландії) існувала тільки одна британська колонія.
Існують різні припущення стосовно заснування Мельбурна, але найпоширенішою є версія, згідно з якою початком відліку історії Мельбурна є підписання так званого Договору Бетмена 6 червня 1835. Цей акт підписали австралійський скотар, бізнесмен і мандрівник Джон Бетмен і група старійшин аборигенського племені Вурунджері. За оренду землі (на території сучасного Мельбурна), під господарство, Бетмен зобов'язався щорічно видавати племені Вурунджері 40 ковдр, 30 сокир, 100 ножів, 50 ножиць, 30 дзеркал, 200 носових хустинок, 100 фунтів борошна і 6 сорочок. Але вже 26 серпня 1835 року губернатор колонії Річард Берк оголосив цей договір недійсним на тій підставі, що люди племені Вурунджері не мали права розпоряджатися землею, яка належить британській короні. Після цього Джон Бетмен довго не прожив. Він помер 6 травня 1839 від сифілісу. А згодом уряд реквізував будинок у його вдови Єлизавети Калаган під адміністративні офіси.
Іншим претендентом на роль засновника Мельбурна є колишній ув'язнений, а згодом бізнесмен, Джон Паскоу Фокнер. Він профінансував організацію поселення на території сучасного Мельбурна. Поселення було закладено 30 серпня 1835. Сам Фокнер прибув сюди в жовтні 1835 року. Таким чином, з 1835 року на території сучасного Мельбурна фактично існувало два поселення. Надалі на новому місці Джон Паскоу Фокнер зробив блискучу кар'єру бізнесмена і політика.
Спочатку поселення існували напівзаконно й мали неформальні назви Бетменія (англ. Batmania) і Д'ютергола (англ. Dutergalla) але згодом британський колоніальний уряд неохоче узаконив факт їхнього існування, і вже 1837 року дав об'єднаному поселенню сучасну назву Мельбурн і запровадив план міста — решітку Ходла (прямокутник чітко видно на мапі центру міста, вгорі зліва). 13 квітня 1837 року у поселенні розпочало роботу поштове відділення з офіційною назвою Мельбурн.
25 червня 1847 королева Великої Британії Вікторія своєю грамотою оголосила Мельбурн містом, яке, після утворення 1851 року окремої від Нового Південного Уельсу британської колонії Вікторія, стало її столицею.

### Доба золотої лихоманки (1851—1870)
Відкриття золота в британській колонії Вікторія в 1851 році призвело до так званої вікторіанської золотої лихоманки. У всій цій історії Мельбурн відігравав роль морських воріт. Через нього проходив майже весь фінансовий, товарний і людський потік між золотокопальнями та зовнішнім світом. Це стимулювало швидке економічне зростання міста. На початку золотої лихоманки, буквально за кілька місяців, населення Мельбурна зросло від 25 тис. до 40 тис. осіб. А вже в 1865 Мельбурн обігнав Сідней за кількістю жителів і став найбільшим містом в Австралії. Тоді спостерігався масовий приплив іммігрантів. Зокрема сюди прибула значна кількість ірландців, німців та китайців. 1851 року китайські іммігранти заснували китайський квартал, так званий Чайнатаун, який дотепер продовжує бути безперервним китайським поселенням з найдовшою історією у Західному Світі. У 1854 році відбулося історичне Еврікське повстання золотошукачів. Воно призвело до великих демократичних змін у колонії.

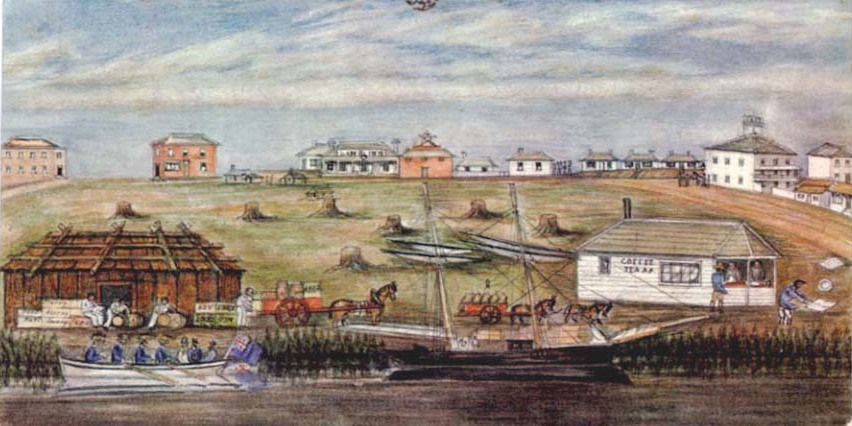
Мельбурн. 1840

Мельбурн став основним фінансовим центром всієї Австралії, тут розмістили свої штаб-квартири комерційні банки, відкрився філіал Королівського Монетного Двору (англ. Melbourne Mint), а в 1861 перша австралійська фондова біржа.
Економічне зростання стимулювало великі темпи будівництва. Тоді розпочалось спорудження будівель, які надалі стануть визначними пам'ятками міста: англіканський собор святого Павла, католицький собор святого Патріка, будинок Парламенту), будинок Державної Скарбниці, Стара в'язниця Мельбурна, Вікторіанські Казарми), Державна бібліотека Вікторії, Будинок Верховного Суду Вікторії, Університет Мельбурна, Головпоштамт, палац Губернатора Вікторії, Стара Митниця (нині тут розміщений музей імміграції), Ратуша, Афінський Хол) і чинний донині ринок королеви Вікторії. Тоді ж почали розбудовувати найближчі передмістя, закладати бульвари та парки.

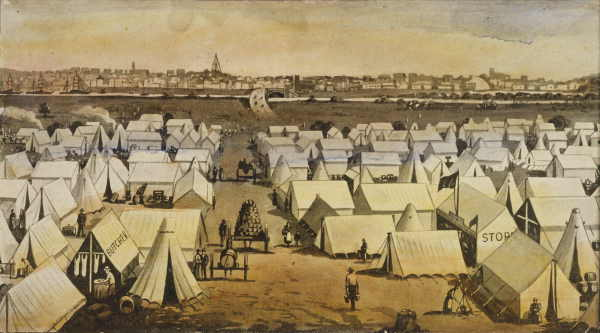
Наметове містечко в Південному Мельбурні часів золотої лихоманки

Разом з тим, становище корінного населення було катастрофічним через те, що іммігранти приносили нові інфекційні захворювання, проти яких місцеві мешканці не мали імунітету, зокрема віспу, а також через насильство над ними та позбавлення земель, які аборигени використовували для полювання. Якщо до прибуття білих поселенців чисельність корінного населення в районі Мельбурна становила приблизно 15 000 чоловік, то після перших десятиліть від заснування Мельбурна їх кількість скоротилася до менш ніж 800.

### Економічний бум і спад (1870—1901)

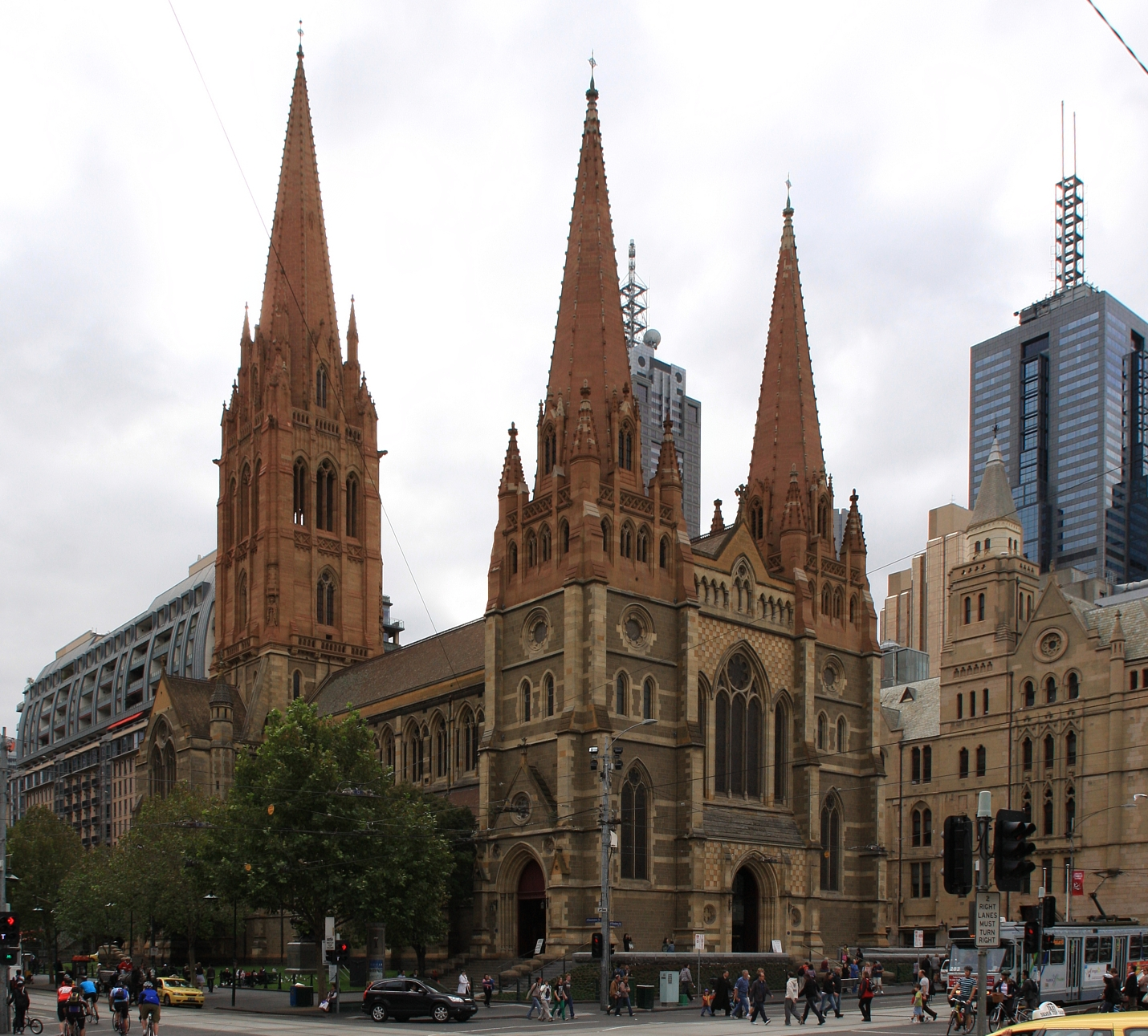
Собор святого Павла

Попри те, що вікторіанська золота лихоманка скінчилася з настанням 1870-х, її наслідки викликали справжній економічний бум. У 1880-х Мельбурн вважався найбагатшим містом у світі. 1885 року під час свого візиту до Австралії відомий англійський журналіст Джордж Сала, сказав про місто: «Дивовижний Мельбурн» (англ. Marvellous Melbourne), ця крилата фраза дуже припала до душі його мешканцями, її вживають і донині.
В цей період у Мельбурні відбулись дві масштабні міжнародні виставки у спеціально зведеному Королівському виставковому центрі. Між 1880 і 1890 роками, у місті збудовано розкішні готелі «Мензіс» (англ. Menzies), «Федерал» (англ. Federal) і «Віндзор». Мельбурн започаткував моду на будівництво Палаців Кави. З'являються терасні будинки, багатії будують особняки-палаци. Будівничі зводять безліч комерційних будівель. Під час будівництва запроваджують новинку того часу — ліфти, що спонукає до зведення багатоповерхових будівель. Так у 1889 була побудована найвища на той час офісна будівля у світі (англ. APA або The Australian), яка залишалась найвищою більш як половину століття (знесена 1980 року). Тоді ж ведеться активна розбудова залізничної мережі. Будівельний бум, а з ним і спекулятивне зростання цін на землю та нерухомість, досягли свого піку 1888 року.
1891 рік приніс небувалу досі фінансову кризу. Місто впало в депресію та економічний хаос. Тоді у Мельбурні збанкрутували 16 банків та іпотечних установ, 133 ТОВ припинили своє існування. Іпотечний колапс Мельбурна став каталізатором всеавстралійської банківської кризи 1893 року. Тільки з настанням XX століття почалось повільне відновлення економіки й фінансової системи.

### Мельбурн— столиця Австралії (1901—1927)

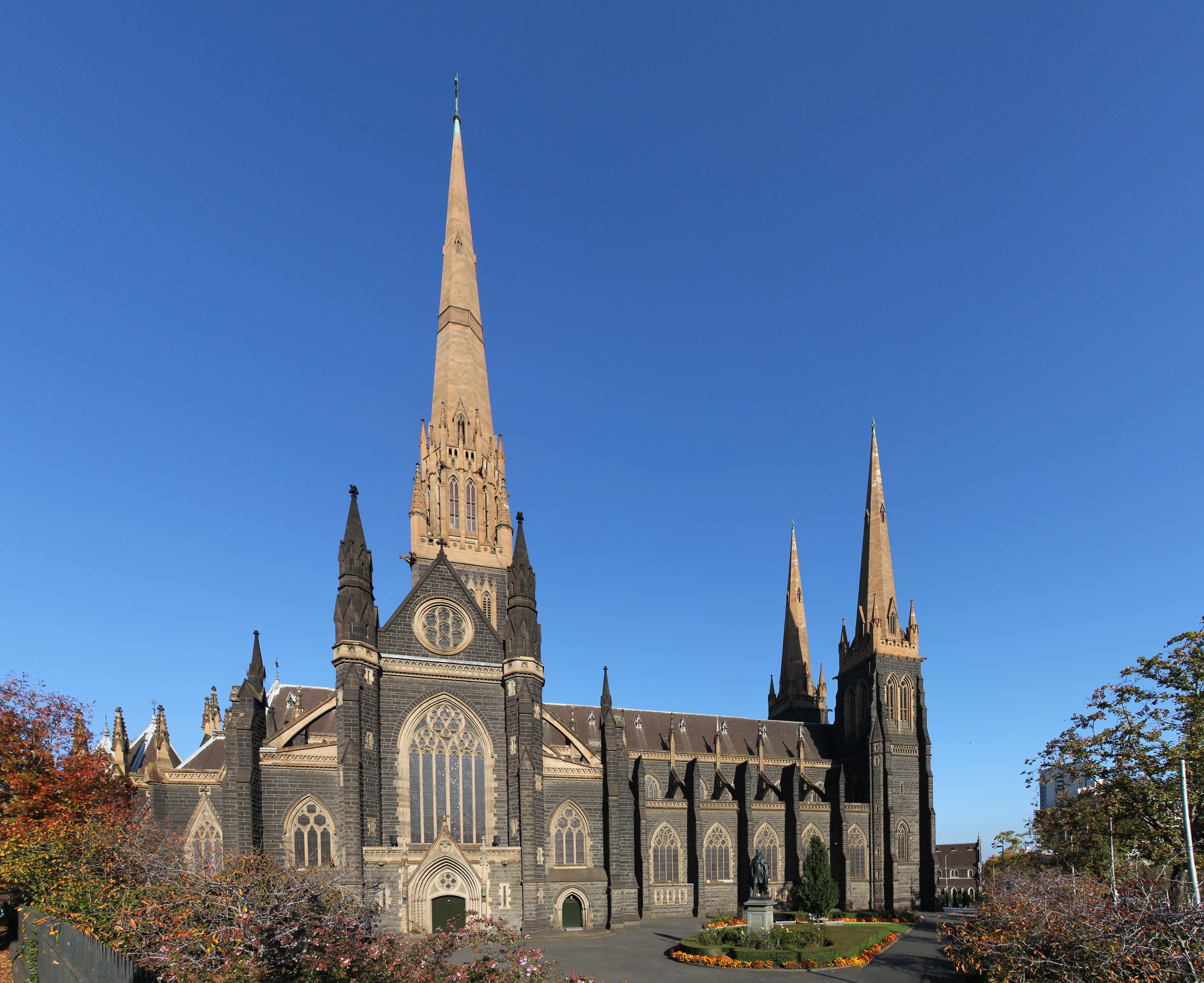
Собор святого Патріка

У 1901 після проголошення федеративної держави — Австралійської Співдружності (англ. Commonwealth of Australia, в Україні частіше використовують скорочену назву — Австралія) Мельбурн став тимчасовою столицею нової країни. Федеральний парламент був скликаний 9 травня 1901 року в Королівській Будівлі Виставок, де він працював аж до свого переїзду до нової столиці Канберри у 1927 році. Офіс генерал-губернатора Австралії був у Мельбурні до 1930 року, багато федеральних інституцій залишалося в Мельбурні ще довше.
1927 року збудовано найбільшу на той час у світі залізничну станцію — «Фліндерз Стріт», а трамвайна мережа Мельбурна обігнала сіднейську. Вона залишалась найдовшою у світі аж до 1940 року.

### У середині й кінці XX століття (1927—2000)

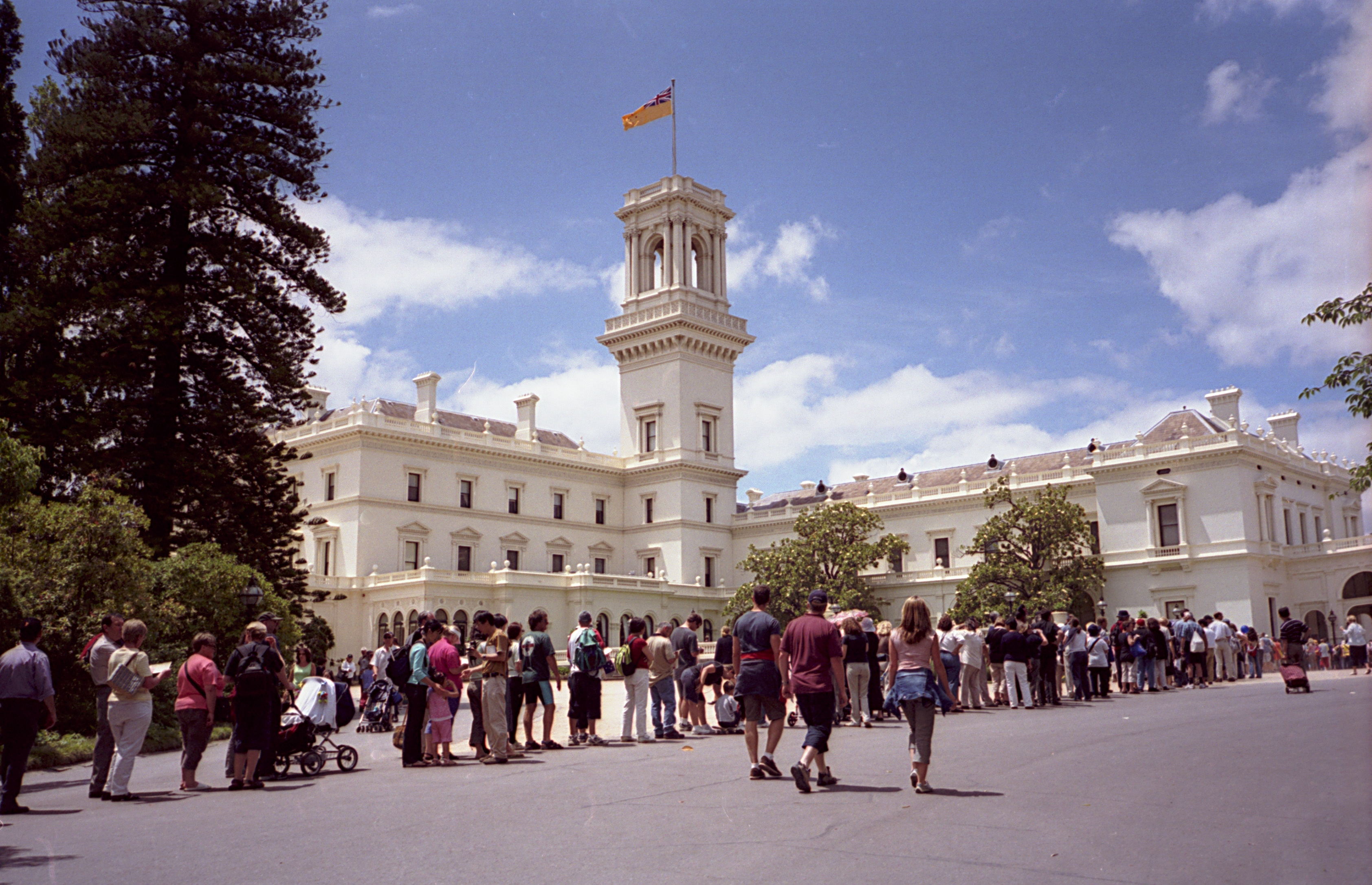
Палац Губернатора Вікторії, Губернатор виконує роль представника Британського Монарха.

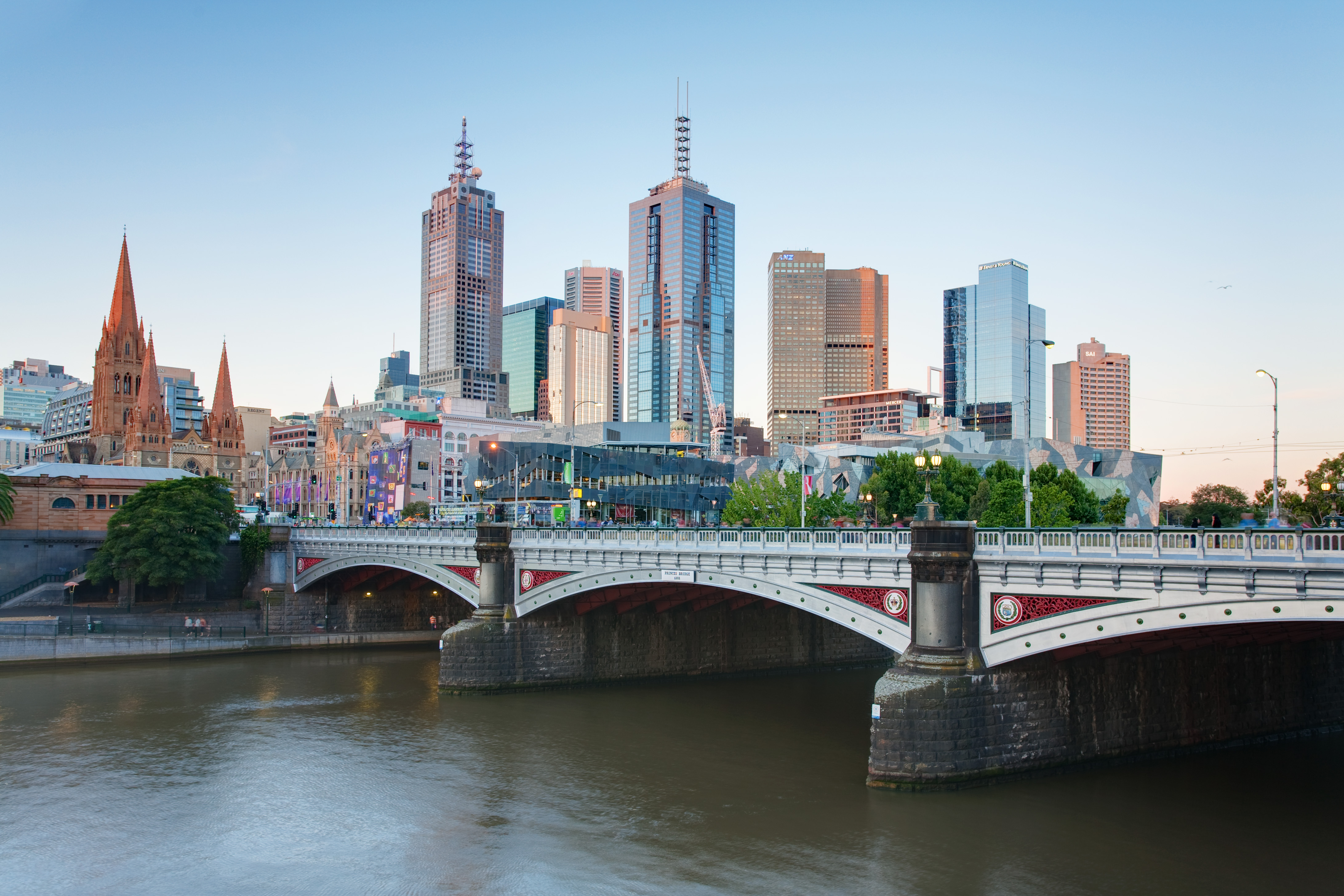
Міст Принца

Одразу після закінчення Другої світової війни відбувся значний приплив іммігрантів з Європи та Середземномор'я. Окрім традиційно британців, до Мельбурна прибуло багато переселенців з Італії, Німеччини, Нідерландів, Греції, Польщі та Мальти.
У 1956 році Мельбурн приймав XVI літні Олімпійські ігри.
Після війни правила будівництва зняли обмеження на висоту будівель. Це дало змогу 1958 року побудувати найвищу, на той час, будівлю в Австралії АйСіАй-Хауз. Крім цього набуло чинності так зване правило фасадизму (англ. facadism), що дозволило зносити старі будівлі, залишаючи тільки їх фасад, якщо вони мали історичну або мистецьку цінність. Тоді у Мельбурні знесли велику кількість особняків-палаців доби економічного буму. На вулиці Колінз — центральній вулиці міста — почали роботу безліч бутиків та кафе просто неба. Втім основна маса населення жила, як і раніше, в одноповерхових і двоповерхових будинках передмість. У 1960 та 1970-х роках уряд Вікторії намагався стимулювати будівництво багатоповерхового житла, таким чином у найближчих передмістях до Центрального Ділового Району було зведено чимало багатоповерхівок. Але зі збільшенням кількості автомобілів і сучасних швидкісних автомагістралей, мешканці отримали змогу жити на більшій відстані від центру міста. Більшість людей охоче вибрали життя у власному будинку у віддаленому передмісті, із невеличкою присадибною ділянкою землі, а не в багатоповерхівках у центрі міста. У зв'язку з цією тенденцією Мельбурн почав стрімко розростатися.
У 1969—1970 Австралія переживала гірничодобувний бум, тоді у Мельбурні відкрили свої штаб-квартири великі транснаціональні корпорації, серед яких BHP Billiton та «Ріо Тінто» (англ. Rio Tinto). Острівна держава Науру, яка має традиційно тісні зв'язки з Австралією, пережила в той час небувалий потік валютних надходжень завдяки видобутку фосфоритів. Уряд Науру побудував у Мельбурні хмарочос — Вежу Науру, розглядаючи це як інвестицію у нерухомість. Мельбурн залишався головним бізнес і фінансовим центром Австралії до кінця 1970-х, але згодом почав поступатись Сіднею.
У зв'язку з трансформацією економіки і масовим перенесенням виробництва до азійських країн, з 1989 до 1992 року Мельбурн перебував в економічній кризі, що призвело до краху кількох місцевих фінансових установ. 1992 року новообраний уряд Вікторії почав намагатися відродити економіку. Першим їх заходом була агресивна рекламна кампанія, спрямована на те, щоб показати місто як туристичний центр з акцентом на спортивний туризм. Формула-1 Гран-прі Австралії переїжджає із Аделаїди до Мельбурна. Оновлюються або будуються нові суспільні об'єкти такі як Мельбурнський музей, Площа Федерації, Мельбурнський центр конференцій і виставок, Казино Корона. У безпосередній близькості до Центрального Ділового Району будується сучасна платна автомагістраль — Міська Ланка. Приватизуються комунальні та енергопостачальні компанії, громадський транспорт, скорочується фінансування витрат на охорону здоров'я та освіту.

### Сучасність
Мельбурн продовжує інтенсивно розвиватися, залучаються великі іноземні інвестиції в економіку, зокрема в нерухомість. Головні райони-передмістя — Саутбенк, Порт Мельбурна, Доклендс, Саут Ворф отримують сучасний міський вигляд. Паралельно з розвитком міста збільшується і його населення. Мельбурн продовжує розширятися будуючи нові житлові райони, все далі і далі від центру. На кінець 2004 року, за даними Австралійського бюро статистики, Мельбурн мав найвищий приріст населення і темпи економічного зростання серед усіх столиць штатів Австралії, на початку 2000-х. Мельбурн пережив глобальну фінансову кризу 2008 року легше інших великих австралійських міст, ціни на ринку нерухомості лишаються стабільно високими, при збереженні росту орендної платні.

## Клімат
| Кліматограма Мельбурну                                                                                               | Кліматограма Мельбурну | Кліматограма Мельбурну | Кліматограма Мельбурну | Кліматограма Мельбурну | Кліматограма Мельбурну | Кліматограма Мельбурну | Кліматограма Мельбурну | Кліматограма Мельбурну | Кліматограма Мельбурну | Кліматограма Мельбурну | Кліматограма Мельбурну |
| --- | ---------------------- | ---------------------- | ---------------------- | ---------------------- | ---------------------- | ---------------------- | ---------------------- | ---------------------- | ---------------------- | ---------------------- | ---------------------- |
| С | Л                      | Б                      | К                      | Т                      | Ч                      | Л                      | С                      | В                      | Ж                      | Л                      | Г                      |
| 48 26 14 | 48 26 15               | 50 24 13               | 58 20 11               | 56 17 9                | 49 14 7                | 48 13 6                | 50 15 7                | 59 17 8                | 67 20 10               | 60 22 11               | 59 24 13               |
| Середня макс. і мін. температури повітря (°C) Атмосферні опади (мм), за рік : 652 мм. Джерело: Bureau of Meteorology |                        |                        |                        |                        |                        |                        |                        |                        |                        |                        |                        |

Мельбурн знаходиться в Південній Півкулі, тому ті місяці, що є зимовими в Україні, є літніми в Австралії і навпаки, теж саме стосується весни і осені. Згідно з прийнятою в Україні класифікацією, клімат Мельбурна є субтропічним з рівномірним зволоженням. За австралійською класифікацією — клімат Мельбурна є помірним океанського типу.
Клімат у Мельбурні значно тепліший за клімат більшої частини Україні, більше за все нагадує клімат Південного Узбережжя Криму, але без низьких температур взимку. Мельбурн знаходиться на 37" широті приблизно, як Афіни та Туніс, але через близькість до холодного океану та завдяки горам Великого вододільного хребта, що відгороджують місто від внутрішніх спекотних і посушливих районів материка, клімат міста є більш прохолодним та вологим. При порівнянні з кліматичними областями Старого Світу, є наближеним до клімату північно-західного Середземномор'я, з великих міст нагадує клімат Рима та Барселони. У Великому Мельбурні, крім віддалених східних районів-передмість, розташованих у передгір'ї Австралійських Альп, майже ніколи не буває опадів у вигляді снігу. Зате дуже часто бувають опади у вигляді граду, інколи градинки мають значні розміри, чим наносять велику шкоду мешканцям та інфраструктурі міста. Останній снігопад у центральних районах міста відбувся 25 червня 1986 року, а передостанній, найсильніший в історії міста, — у 1951 році.
| Клімат Центрального Ділового Району Мельбурна | Клімат Центрального Ділового Району Мельбурна | Клімат Центрального Ділового Району Мельбурна | Клімат Центрального Ділового Району Мельбурна | Клімат Центрального Ділового Району Мельбурна | Клімат Центрального Ділового Району Мельбурна | Клімат Центрального Ділового Району Мельбурна | Клімат Центрального Ділового Району Мельбурна | Клімат Центрального Ділового Району Мельбурна | Клімат Центрального Ділового Району Мельбурна | Клімат Центрального Ділового Району Мельбурна | Клімат Центрального Ділового Району Мельбурна | Клімат Центрального Ділового Району Мельбурна | Клімат Центрального Ділового Району Мельбурна |
| Показник                                      | Січ.                                          | Лют.                                          | Бер.                                          | Квіт.                                         | Трав.                                         | Черв.                                         | Лип.                                          | Серп.                                         | Вер.                                          | Жовт.                                         | Лист.                                         | Груд.                                         | Рік                                           |
| Абсолютний максимум, °C                       | 45,6                                          | 46,4                                          | 41,7                                          | 34,9                                          | 28,7                                          | 22,4                                          | 23,1                                          | 26,5                                          | 31,4                                          | 36,9                                          | 40,9                                          | 43,7                                          | 46,4                                          |
| Середній максимум, °C                         | 25,9                                          | 25,8                                          | 23,9                                          | 20,3                                          | 16,7                                          | 14,0                                          | 13,4                                          | 15,0                                          | 17,2                                          | 19,7                                          | 21,9                                          | 24,2                                          | 19,8                                          |
| Середній мінімум, °C                          | 14,3                                          | 14,6                                          | 13,2                                          | 10,8                                          | 8,6                                           | 6,9                                           | 6,0                                           | 6,7                                           | 8,0                                           | 9,5                                           | 11,2                                          | 12,9                                          | 10,2                                          |
| Абсолютний мінімум, °C                        | 5,5                                           | 4,5                                           | 2,8                                           | 1,5                                           | −1,1                                          | −2,2                                          | −2,8                                          | −2,1                                          | −0,5                                          | 0,1                                           | 2,5                                           | 4,4                                           | −2,8                                          |
| Норма опадів, мм                              | 47.7                                          | 47.9                                          | 50.3                                          | 57.4                                          | 55.8                                          | 49.0                                          | 47.5                                          | 50.0                                          | 58.1                                          | 66.4                                          | 60.1                                          | 59.3                                          | 649.6                                         |
| --------------------------------------------- | --------------------------------------------- | --------------------------------------------- | --------------------------------------------- | --------------------------------------------- | --------------------------------------------- | --------------------------------------------- | --------------------------------------------- | --------------------------------------------- | --------------------------------------------- | --------------------------------------------- | --------------------------------------------- | --------------------------------------------- | --------------------------------------------- |
| Джерело: Бюро метеорології.                   |                                               |                                               |                                               |                                               |                                               |                                               |                                               |                                               |                                               |                                               |                                               |                                               |                                               |

* У зв'язку з тим, що Великий Мельбурн має величезні розміри, клімат у різних, а особливо в передгірських районах-передмістях, може суттєво відрізнятися від клімату центра міста, дані про який наведені в таблиці.
Найвища температура +46.4 °C була зафіксована 7 лютого 2009.

Найнижча температура −2.8 °C була зафіксована 4 липня 1901.
Мельбурн славиться мінливими погодними умовами особливо у весняні та літні місяці. Як кажуть місцеві мешканці, тут може бути чотири пори року в один день. Це відбувається головним чином через розташування Мельбурна на кордоні дуже жарких внутрішніх районів і холодного океану. Значний перепад температур між ними може викликати дуже сильні повітряні фронти, які є причиною раптових штормів, сильних гроз та граду.

## Населення
Станом на червень 2019 року чисельність населення Великого Мельбурна складала 5 078 193 осіб. Згідно з переписом населення 2016 року, проживало 4 485 211 людей, з них 24 062 — нащадки австралійських аборигенів, що становило 0.5 % від всього населення міста.

### Місце народження мешканців
У таблиці наведені дані про походження більшості мешканців Великого Мельбурна.
| Місце народження | Кількість у Мельбурні | % у Мельбурні | Кількість в Австралії | % в Австралії |
| ---------------- | --------------------- | ------------- | --------------------- | ------------- |
| Австралія        | 2 684 072             | 59.8          | 15 614 835            | 66.7          |
| Індія            | 161 078               | 3.6           | 455 389               | 1.9           |
| КНР              | 155 998               | 3.5           | 509 555               | 2.2           |
| Англія           | 133 300               | 3.0           | 907 570               | 3.9           |
| В'єтнам          | 79 054                | 1.8           | 219 355               | 0.9           |
| Нова Зеландія    | 78 906                | 1.8           | 518 466               | 2.2           |

* В останні роки спостерігається значний приплив іммігрантів із Індії та інших азійських країн, тому на момент прочитання цієї статті дані, наведені в таблиці, можуть суттєво відрізнятися від поточної ситуації.
При порівнянні даних останнього перепису (2016 року) з переписами 2006 та 2011 років значно збільшилась кількість вихідців з Індії, Китаю та В'єтнаму.

### Мови спілкування

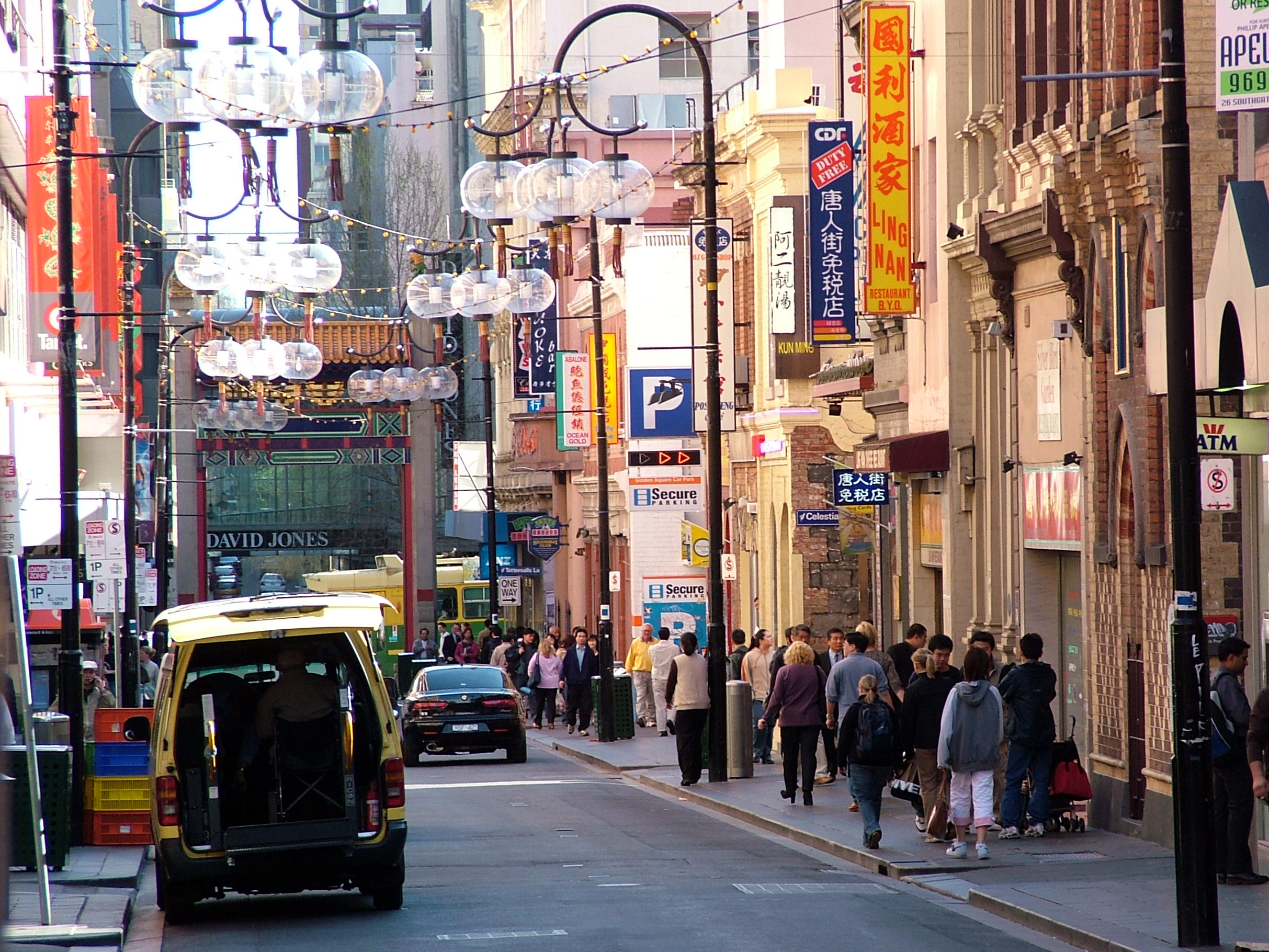
Чайнатаун

Історично склалося, що в Мельбурні панівну роль відіграє англійська мова, хоча її статус не є формально закріпленим у конституціях ні Австралії, ні штату Вікторія, але в багатьох австралійських законах прописане обов'язкове знання мови. Так, люди, які претендують на отримання віз з правом на роботу або навчання в Австралії зобов'язанні складати іспити з англійської мови. Іммігранти, які мають право на отримання австралійського громадянства, також зобов'язанні пройти іспит з історії і державного устрою Австралії англійською мовою. Для англійської мови використовується термін національна мова.
Єдиного, яскраво вираженого, притаманного лише мешканцям Мельбурна, діалекту англійської мови не існує. Англомовні мешканці міста розмовляють на великій кількості діалектів, іноді дуже несхожих один на одного. Різниця в діалектах більше проявляється у вимові, ніж у словниковому запасі носіїв. Мельбурн — місто іммігрантів, тому більшість з них зберігають ту вимову, яка притаманна місцям, з яких походять вони самі або ж їх предки. Станом на 2010 рік найбільш розповсюдженим діалектами є південно-східний англійський, ірландський, шотландський та їх суміші. Основу словникового запасу мешканців складає британська англійська, але багато слів є запозиченими з американської англійської мови, так наприклад для назви овочів ширше використовуються американські назви ніж британські. Великий вплив на мову носіїв має належність до того чи іншого соціального прошарку суспільства. Окремо можна виділити англійську мову іммігрантів з колишніх британських колоній, особливо з індійського субконтиненту. Багато з них вважають англійську мову рідною, але їх вимова дуже далека від класичної англійської. Як письмова мова використовується австралійська англійська, яка має основу класичної британської англійської з деяким впливом американської англійської мови.
Разом зі всілякою підтримкою і стимулюванням вивчення англійської мови, державна і місцева влади шанобливо ставляться до національних мов іммігрантів. Влада заохочує вивчення їх рідних мов, у Мельбурні відкриті суботні школи, в тому числі й українські. Тести з національних мов, у тому числі й української, включені до переліку VCE, результати яких враховуються при вступі до університетів, причому абітурієнтам надаються додаткові бали за знання іноземних мов. При зверненні до державних органів та установ та медичних закладів, іммігрантам можуть бути надані безкоштовні послуги перекладачів. Часто вебсайти та служби телефонної підтримки державних установ, крім англійської мови надають послуги мовами, які є зрозумілішими мешканцям цього регіону. Так, адміністрація Муніципалітету Мельбурн має телефонні лінії кантонською, грецькою, індонезійською, італійською, мандаринською, сомалійською, іспанською, турецькою, в'єтнамською, амхарською мовами.
У таблиці наведені дані про мови, якими найбільше спілкуються мешканці Великого Мельбурна у побуті.
| Мова                   | Кількість у Мельбурні | % у Мельбурні | Кількість в Австралії | % в Австралії |
| ---------------------- | --------------------- | ------------- | --------------------- | ------------- |
| Англійська             | 2 781 188             | 62.0          | 17 020 417            | 72.7          |
| Мандаринська китайська | 184 977               | 4.1           | 596 711               | 2.5           |
| Грецька                | 107 386               | 2.4           | 237 588               | 1.0           |
| Італійська             | 101 849               | 2.3           | 271 597               | 1.2           |
| В'єтнамська            | 101 388               | 2.3           | 277 400               | 1.2           |
| Кантонська китайська   | 76 283                | 1.7           | 280 943               | 1.2           |

* В останні роки спостерігається значний приплив іммігрантів, рідними для яких є індо-арійські та інші азійські мови, тому на момент прочитання цієї статті дані наведені в таблиці можуть суттєво відрізнятися від поточної ситуації.
При порівнянні останнього перепису (2016 року) з переписами 2006 та 2011 років, значно збільшилась кількість носіїв китайської мови.

### Релігія

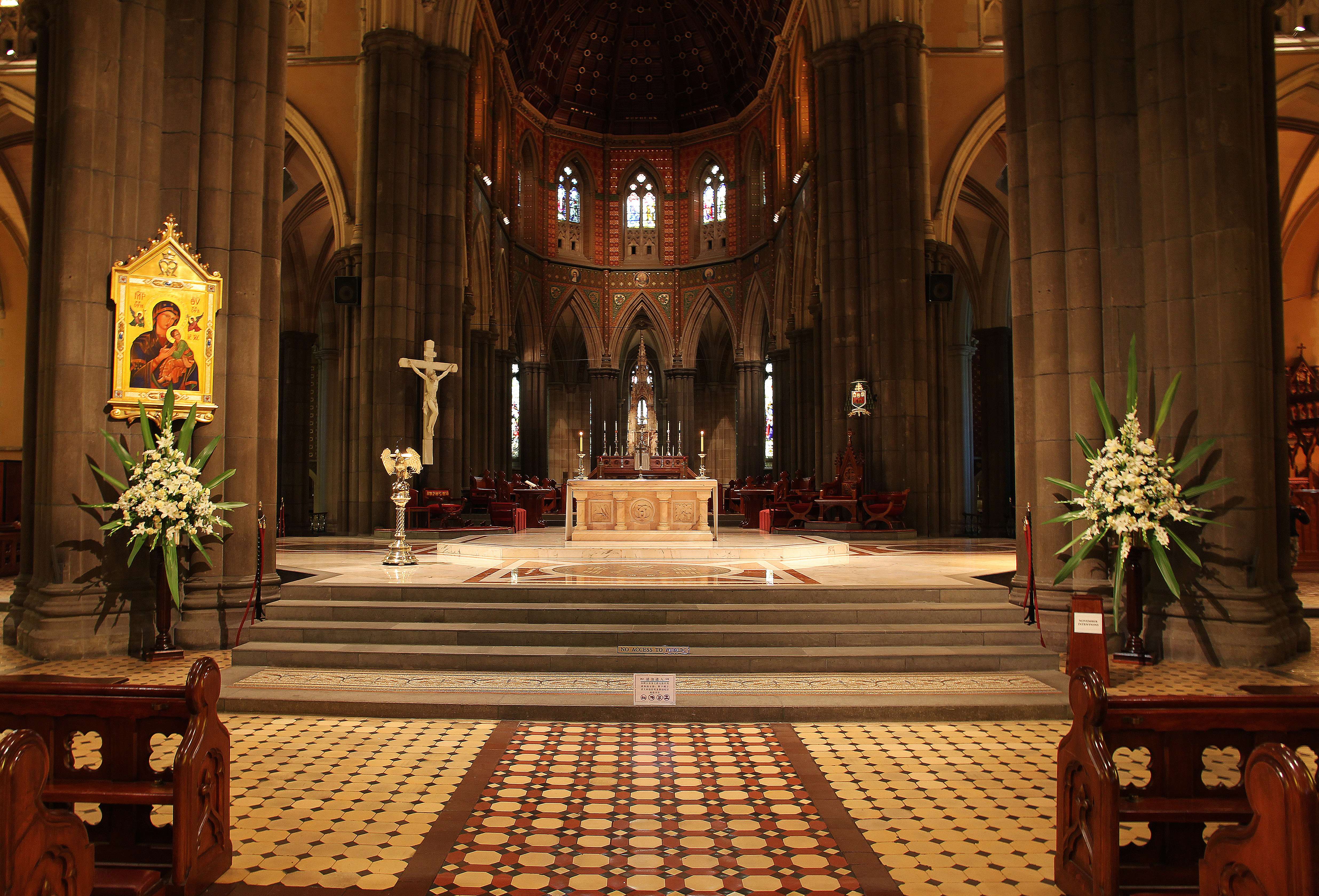
Вівтар собору Св. Патріка

В Австралії в цілому і в Мельбурні зокрема всі релігійні конфесії мають рівні права, жодна з них не має привілейованого статусу, хоча традиційно Різдвяні та Великодні свята за григоріанським календарем є святковими, неробочими днями. У Мельбурні діють релігійні установи практично всіх основних конфесій, у тому числі Української автокефальної православної церкви та Української греко-католицької церкви. Для мусульман та юдеїв працюють спеціалізовані крамниці, де вони можуть придбати халяльну та кошерну їжу.
Відносна більшість мешканців міста 46.3 % є послідовниками християнства різних конфесій, 31 % мешканців є атеїстами, 9.1 % не визначилися з релігійними уподобаннями, далі по кількості вірян ідуть: 4.2 % — іслам, 3.8 % — буддизм, 2.9 % — індуїзм, 1.1 % — сикхізм, 0.9 % — юдаїзм.
У таблиці наведені дані про конфесійну приналежність більшості мешканців Великого Мельбурна.
| Конфесія     | Кількість у Мельбурні | % у Мельбурні | Кількість в Австралії | % в Австралії |
| ------------ | --------------------- | ------------- | --------------------- | ------------- |
| Католицизм   | 1 050 312             | 23.4          | 5 291 834             | 22.6          |
| Англіканство | 340 028               | 7.6           | 3 101 185             | 13.3          |
| Православ'я  | 195 052               | 4.3           | 195 052               | 2.1           |

* В останні роки спостерігається значний приплив іммігрантів, які сповідують індуїзм, іслам, буддизм, тому на момент прочитання цієї статті дані наведені в таблиці можуть суттєво відрізнятися від поточної ситуації.

## Економіка
Мельбурн має потужну диверсифіковану економіку. Найбільш розвинені фінансовий сектор, промислове виробництво, наукова сфера, ІТ-технології, освіта, логістика, транспортна та туристична галузі. У Мельбурні розташовані штаб-квартири п'яти з десяти найбільших за доходами та і п'яти з шести найбільших за ринковою капіталізацією корпорацій в Австралії — банки NAB та ANZ, гірничодобувні компанії — найбільша у світі BHP Billiton та Rio Tinto Group, телекомунікаційний гігант Telstra. Також у місті знаходяться головні офіси представницьких органів та аналітичні центри, такі як Ділової Ради Австралії та Австралійської Ради Профспілок. В Передмістях Мельбурна також мають головні офіси Coles Group, Wesfarmers, Bunnings Warehouse, Target, K-Mart та Officeworks. Мельбурнський морський порт — другий за потужністю порт Австралії після сіднейської Ботаніки. Мельбурнський аеропорт — другим найбільший аеропорт Австралії.

### Фінанси
Мельбурн є великим фінансовим центром — у Глобальному індексі фінансових центрів 2018 року Мельбурн займав 15-те місце серед найбільш конкурентоспроможних фінансових центрів світу. В місті розташовані штаб-квартири двох банків — NAB та ANZ з «великої австралійської четвірки». У місті базуються пенсійні фонди, включаючи Державний пенсійний фонд Австралії, які сумарно акумулювали 40 % коштів від загальноавстралійського числа та 65 % Галузевого фонду забезпечення. З 1959 року в Мельбурні працює Українська Кредитова Кооператива «Дністер».

### Промисловість
Мельбурн є центром автомобільної промисловості Австралії, зараз тут виробляють автомобілі марок Форд і Тойота, вантажівки Kenworth, Iveco. З 1956 по 1991 рік вироблялася легенда австралійського автобудування марка Голден, яка належить американській компанії General Motors, зараз у Мельбурні збереглося виробництво двигунів цієї марки. У місті базуються штаб-квартири австралійських автомобільних дизайн-центрів. Місто — австралійська база корпорацій Boeing та Bombardier Transportation. Крім машинобудівної промисловості у Мельбурні працюють підприємства нафтопереробної галузі, підприємства паперової та харчової промисловості
Мельбурн є великим міжнародним центром біотехнологій і виробництва фармацевтичних препаратів. Тут працюють такі компанії, як CSL Limited — одна з п'яти найбільших світових біотехнологічних компаній, дві найбільші австралійські фармацевтичні компанії Sigma Healthcare та Biota.
У зв'язку з виносом виробництва в азійські країни частка працюючих у промисловості міста зменшується, так у 2001 році промисловість була на 1-му місці за кількістю зайнятих, у цій галузі працювало близько 350 тис. людей із них близько 310 тис. з повним робочим днем, а у 2011 їх число зменшилось до 310 тис. з яких 270 тис. з повним робочим днем<. Частка зайнятих в промвиробництві продовжує зменшуватися.

### ІТ-сектор і телекомунікації
У 2011 році у Мельбурні в галузі інформаційних технологій і телекомунікацій працює більше 60 000 осіб, що є третиною від всіх IT&T працівників Австралії. Річний оборот становить 19,8 млрд $, річні експортні доходи 615 $ мільйонів. Як зазначалося вище, у Мельбурні базується штаб-квартира австралійського телекомунікаційного гіганта Телстри, аналога українського Укртелекому.

### Туризм
Туризм відіграє важливу роль в економіці Мельбурна. У 2004 році місто відвідали приблизно 1,88 млн іноземних та 7,6 мільйонів вітчизняних туристів. У 2008 році Мельбурн обігнав Сідней за кількістю грошей, які вітчизняні туристи витратили в місті. Протягом 2017 року друге за чисельністю місто Австралії відвідало 2,7 мільйона міжнародних та 9,3 мільйона внутрішніх туристів.
Завдяки своєму Центру конференцій і виставок, який може прийняти одночасно 5 000 учасників, Мельбурн є популярним місцем проведення національних і міжнародних конференцій. Додатковою зручністю є те що центр безпосередньо сполучається з готелем «Гілтон». Українці Мельбурна щорічно проводять Міжнародний фестиваль вареників «Melbourne International Dumpling Festival».

## Транспорт

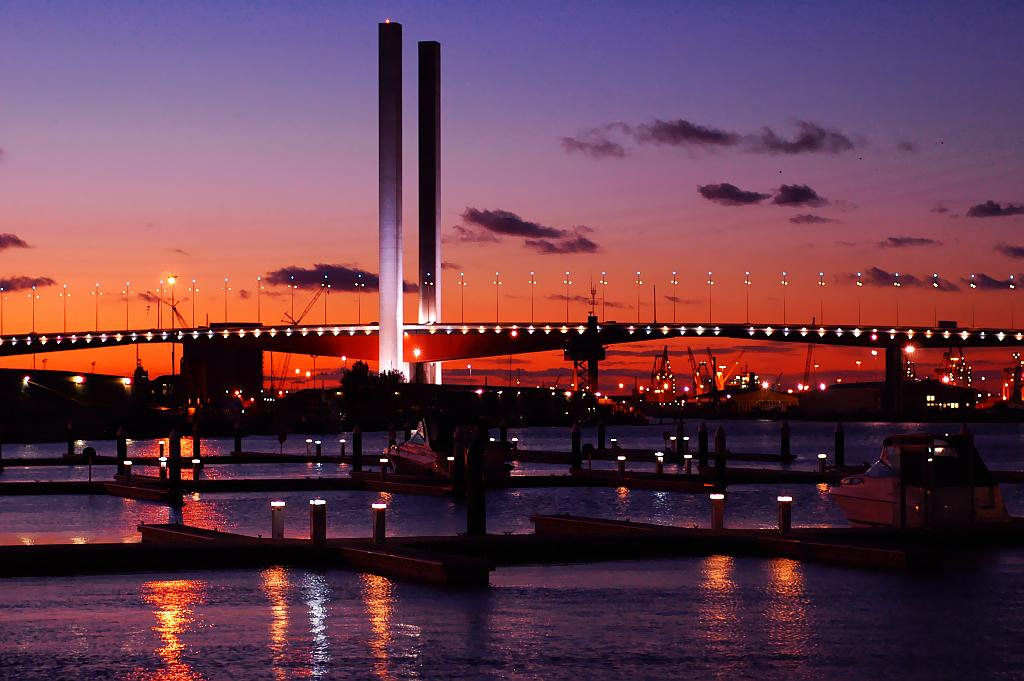
Міст через Ярру

Транспортна система Мельбурна бере свій початок у другій половині XIX-го століття, коли трамвай і міська залізниця були основними засобами громадського транспорту. З 1950-х років у зв'язку з різким збільшенням кількості приватних автомобілів швидкими темпами будувалися автодороги і шосе. Ця тенденція зберігалася протягом наступних десятиліть, що призвело до того, що кількість людей, які постійно користувалися громадським транспортом, скоротилася з 25 %, як це було в 1940-х роках, до 9 %. У 1999 році громадський транспорт в Мельбурні був приватизований. У 1976 році на шосе Мельбурна з'явилися телефони екстреного зв'язку. За даними австралійської перепису 2016 року, Мельбурн має другий за величиною показник використання громадського транспорту, серед столиць штатів Австралії. Для поїздок на роботу це 19 % (першим є Сідней з 27 %). У 2017—2018 роках в мережі громадського транспорту Мельбурна було здійснено 565 мільйонів пасажирських поїздок. У Мельбурні найвищий показник частки дорожнього покриття на душу населення серед міст Австралії за рахунок мережі автострад, за розміром і масштабом, порівнянної з Лос-Анджелесом і Атлантою.

### Автотранспорт
У зв'язку з тим, що Великий Мельбурн займає гігантську територію площею 8826 км². і мешканці міста віддають перевагу життю в одно- і двох-поверхових будинках районів-передмість, автомобільний транспорт має величезне значення.
Мельбурн посідає одне з найвищих міць у світі за кількістю автомобілів на душу населення. Так у 2011 році на кожну тисячу жителів штату Вікторія припадало 750 зареєстрованих автотранспортних засобів включаючи мотоцикли, а у 2013 році — 600 пасажирських транспортних засобів на 1000 осіб.
У Мельбурні побудовані сучасні швидкісні автомагістралі, які тут носять назву Фрі-Вей (англ. Freeway, Вільний шлях), слово free, у даному випадку не перекладається, як безкоштовний багато з фрі-веїв є платними і мають назву Тол-Вей (англ. Tollway, Платний шлях). Швидкість на них, з міркувань безпеки, обмежена 100 км/год згідно з дорожніми правилами штату Вікторія Міжміський Фрі-Вей Г'юм зв'язує Мельбурн із другим найбільшим містом Австралії Сіднеєм.
Мельбурн має інтегровану систему громадського транспорту, що базується на широкій системі поїздів, трамваїв, автобусів і таксі. Міська автобусна мережа Великого Мельбурна складається з 50 автобусних компаній і налічує близько 300 маршрутів, у тому числі двадцять один нічний автобусний маршрут по п'ятницях і суботах. Автобусний парк досить скромний у порівнянні з аналогічними містами по всій Австралії, деякі експерти пояснюють це наявністю розвиненої трамвайної мережі, яка обслуговує багато маршрутів, що збігаються з автобусними.

### Метро і залізниця

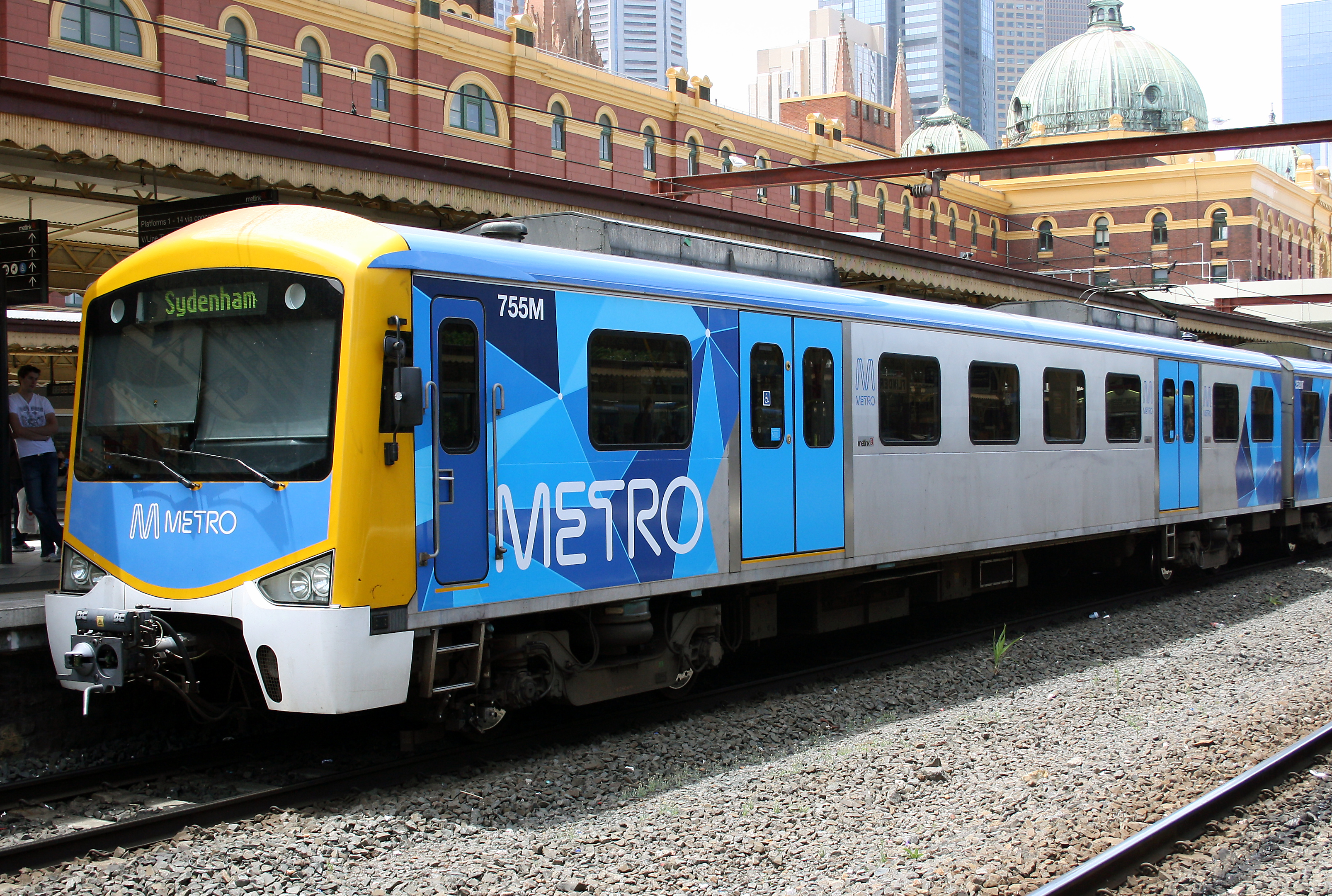
Потяг Метро на станції Фліндерз Стріт

Залізнична мережа Мельбурна почала розбудовуватися в 50-ті роки XIX століття в епоху доби золотої лихоманки. В теперішній час вона є частиною залізничної мережі всієї Австралії, та використовується міжміськими, приміськими, товарними потягами та електропоїздами метро. На залізничній мережі працюють, як приватні так і державні транспортні перевізники.
Мельбурнське метро дуже сильно відрізняється від типового українського, із більш ніш 200 станцій тільки три, які знаходяться в Центральному Діловому Районі є підземними. Навіть назва метро стала використовуватися лише з 2009 року після придбання контрольного пакету акцій гонконзькою компанією MTR. Лінії метро інтегровані в залізничну мережу і на багатьох напрямках поділяють колії з приміськими і міжміськими потягами і навіть з товарними поїздами. Структура ліній метро радіальна. Всього налічується 15 напрямків, які сходяться в центрі, точніше під Центральним Діловим Районом, утворюючи кільце — City Loop до якого належать п'ять станцій. Таким чином електропоїзди розвертаються на цьому кільці і повертаються в пункт призначення звідки вони прибули. Починаючи з 2012 року електропоїзди не курсують між різними пунктами відправлення і призначення, тобто звідки електропоїзд вийшов, туди він і повертається, проїхавши по кільцю City Loop.
Мельбурнське метро налічує 220 станцій на 16 лініях, які обслуговує понад 390 поїздів. Сумарна довжина шляхів становить 830 км.. У 2018 році послугами метро скористались понад 243,2 мільйони пасажирів (для порівняння загальна кількість пасажирів метро у 2011 році склала 228,9 мільйонів пасажир-перевезень).
По залізничній мережі міста курсують також приміські дизель-поїзди В-лайн (англ. V/Line — Вікторіанська лінія), що з'єднують Мельбурн з його містами супутниками Балларатом, Бендіго, Джилонгом, Сімором і Траралгоном.

### Трамвай

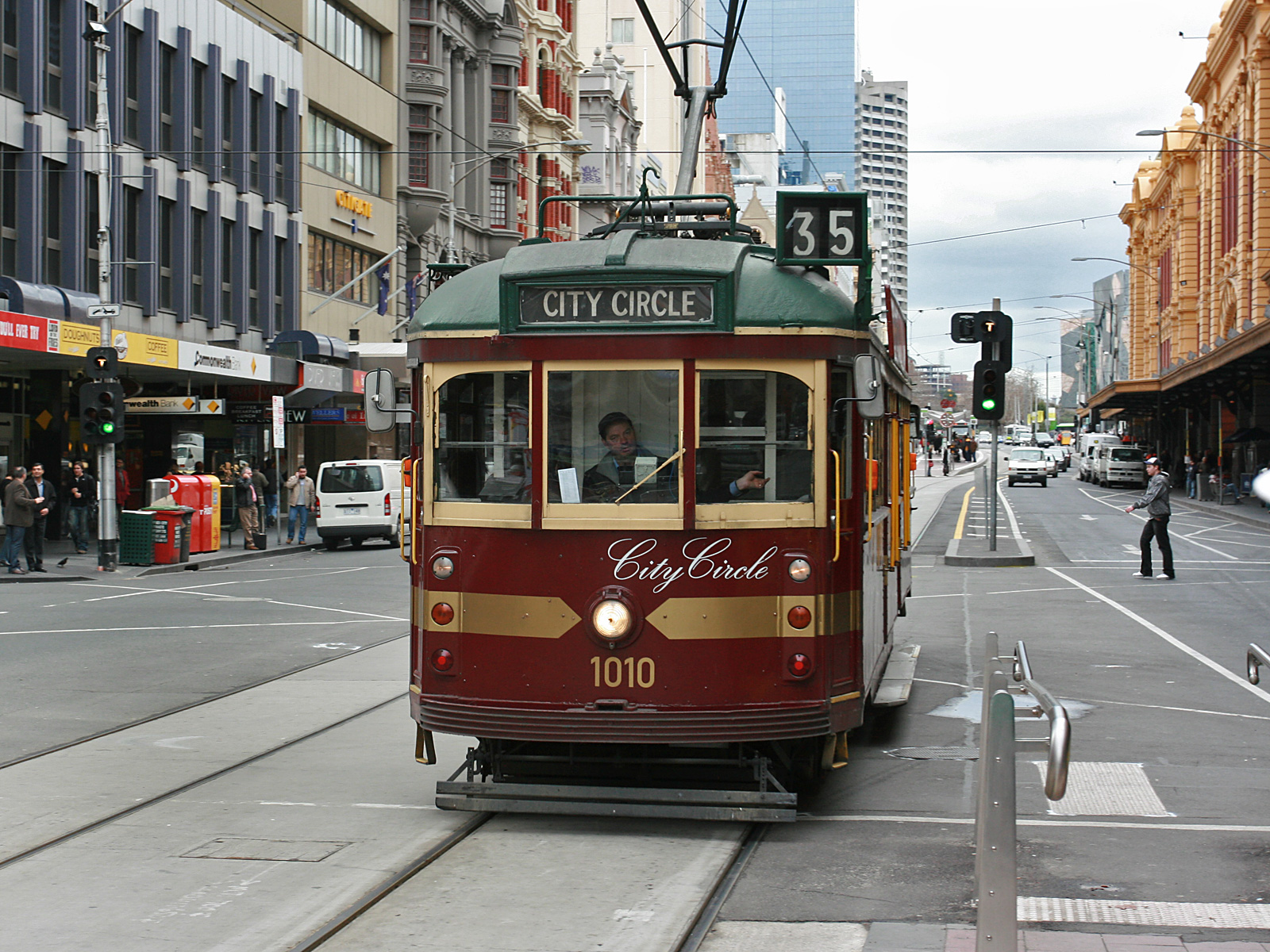
Міський кільцевий трамвай City Circle Tram на маршруті

Мельбурн має одну з найбільших трамвайних мереж у світі, яка почала розбудовуватися в епоху економічного буму 1880-х років. Найбільша в світі трамвайна мережа (на другому місці Петербурзький трамвай) складається з 250 км, та 1763 трамвайних зупинок. Разом з міською електричкою створюють основу громадського транспорту міста.
В Мельбурні налічується 487 трамваїв, які обслуговували 28 маршрутів, загальна довжина шляхів становить 249 км. У 2017—2018 фінансовому році трамваями міста було перевезено 206,3 мільйонів пасажирів (для порівняння у 2010—2011 — 182,7 пасажиро-перевезень).
Навколо Центрального ділового району курсує, популярний серед туристів, безкоштовний маршрут — Міський кільцевий трамвай, який обслуговується відремонтованими ретро-трамваями 1930-х років випуску.

### Повітряний

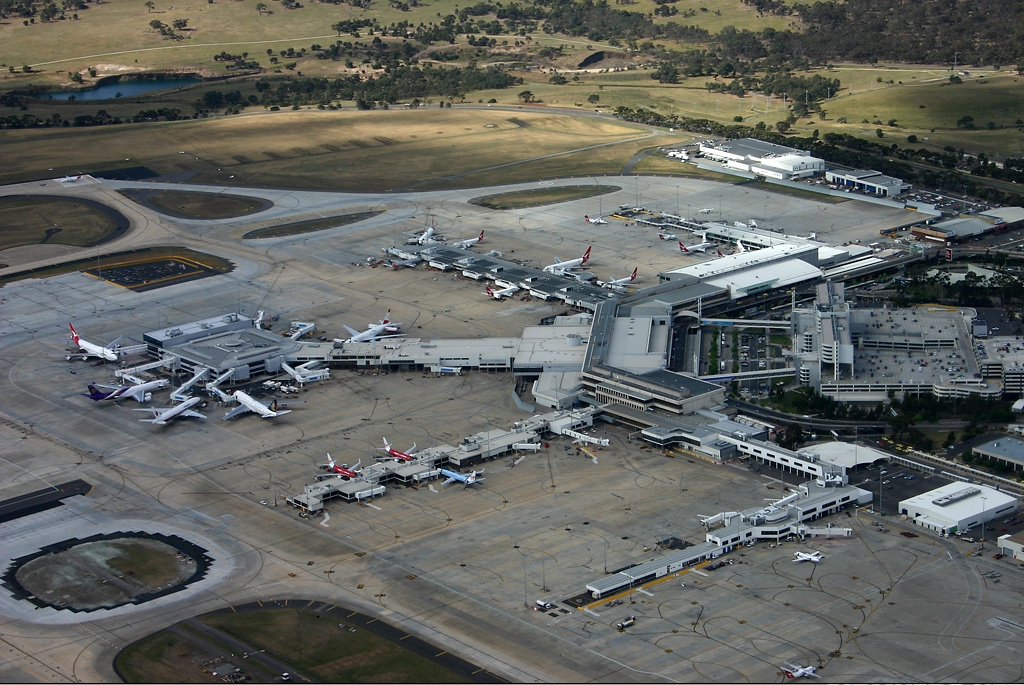
Аеропорт «Тулламарін»

У Мельбурні є чотири аеропорти. Найбільшим з них є Міжнародний аеропорт Мельбурна «Тулламарін» (річний пасажиропотік 24,3 млн.) — другий за пасажиропотоком аеропорт Австралії, після аеропорту Сіднея. «Тулламарін» розташований за 23 км від центра Мельбурна у передмісті Тулламарін (Вікторія). Аеропорт був відкритий 1970 року, замінивши аеропорт Іссендон. З аеропорту є прямі рейси у всі штати й території Австралії, а також велика кількість рейсів до аеропортів Океанії, Азії, Африки, Європи та Північної Америки. Маршрут Мельбурн — Сідней є четвертою у світі за завантаженістю пасажирською авіалінією та другою за завантаженістю в Азії. Мельбурн є основним призначенням для аеропортів п'яти з семи австралійських столичних аеропортів. Мельбурнський аеропорт є хабом для Qantas і Virgin Blue, для Jetstar Airways і Tiger Airways Australia, які використовують його як основну базу.
Другим з чотирьох мельбурнських аеропортів за кількістю пасажирів є Аеропорт Авалон (річний пасажиропотік 1,4 млн.). «Авалон» розташований за 23 кілометри на північний схід від міста Джелонг та за 55 кілометрів на південний захід від центру Мельбурна. З самого початку, аеропорт проектувався таким чином, щоб він був здатний приймати реактивні літаки й має одну ЗПС. Нині він використовується компаніями Jetstar Airways і Sharp Airlines, а також як ремонтна база для основного авіаперевізника Австралії компанії Qantas. На території аеропорту раз на два роки проводиться Міжнародне Австралійське Авіашоу.
Аеропорт «Іссендон», який до закінчення будівництва аеропорту «Тулламарін» був основним аеропортом Мельбурна, у даний час приймає комерційні і транспортні рейси, а також є великим центром малої авіації. Розташований на території північного передмістя Мельбурна Іссендон Філдс.
Регіональний аеропорт Мураббін у південно-східному передмісті Мельбурна призначений для легких літаків і є великим центром малої авіації і, крім того, приймає незначну кількість комерційних рейсів. Аеропорт було відкрито у грудні 1949 року. Спочатку мав назву «Ментон». В аеропорту розташовані Королівський вікторіанський аероклуб і Національний музей авіації Австралії.

### Морський

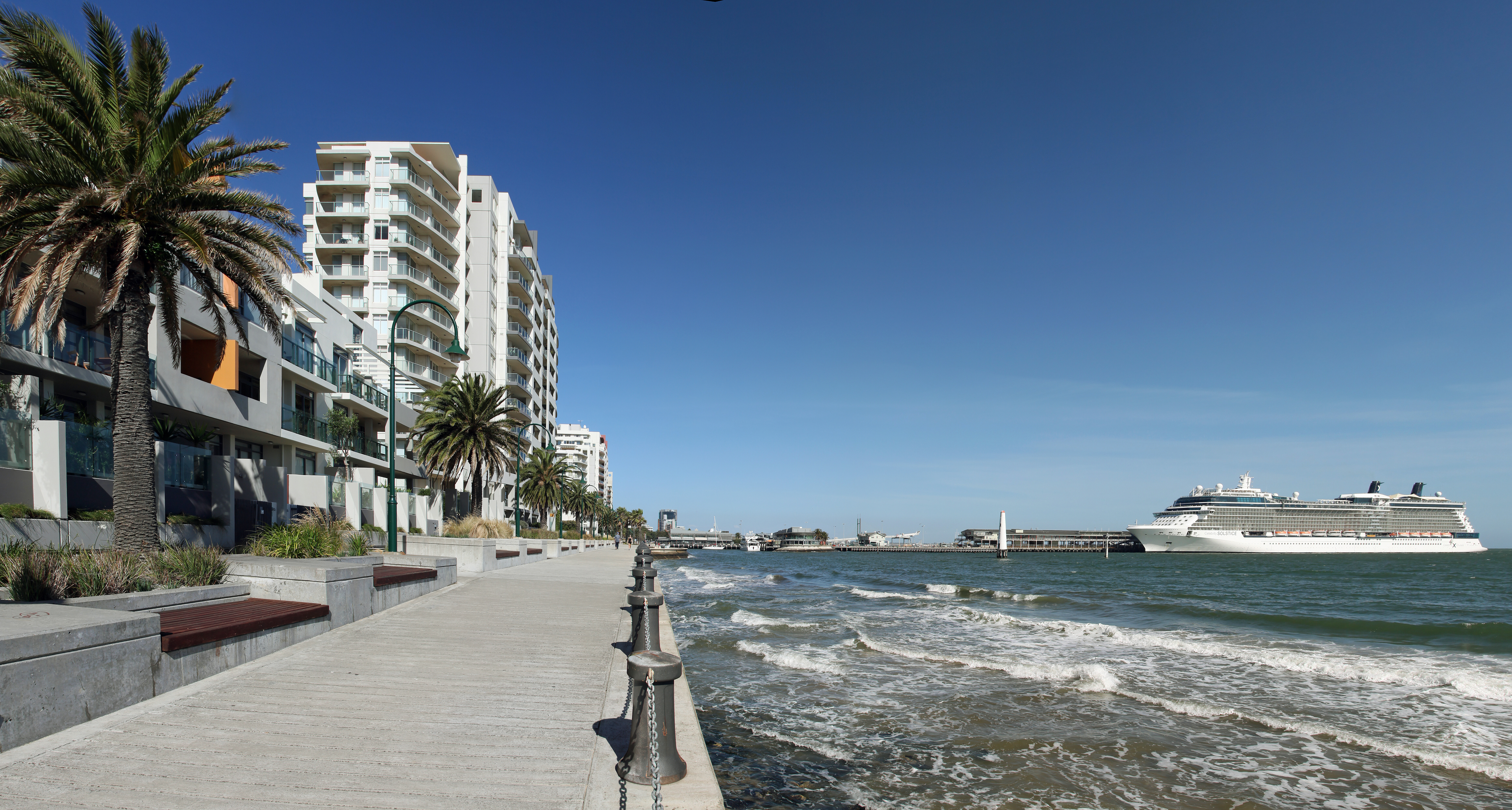
Пасажирський термінал порту і набережна в Порт-Мельбурні

Морський транспорт є важливою складовою транспортної системи Мельбурна. Мельбурнський морський порт (або «Сандридж», як його називали 1884 року), розташований у гирлі річки Ярри, на березі затоки Порт-Філіп, є найбільшим і самим жвавим контейнерним та вантажний портом Австралії та входить у п'ятірку найбільших портів Південної півкулі. Входить до складу державної корпорації PoMC (Port of Melbourne Corporation). На порт припадає 39 % національного контейнерного обігу. Щорічно порт приймає близько 3400 суден, обробляє до 65,5 млн тонн вантажів обсягом TEU понад 2,5 мільйони.
Порт складається з шести основних портових районів. Пасажирський термінал має назву Станційний пірс (англ. Station Pier) і обслуговує поромну переправу до Тасманії, через Бассову протоку, та круїзні судна. Пристань, відкрита у 1854 році, включена до списку Вікторіанської спадщини.

## Освіта і наука

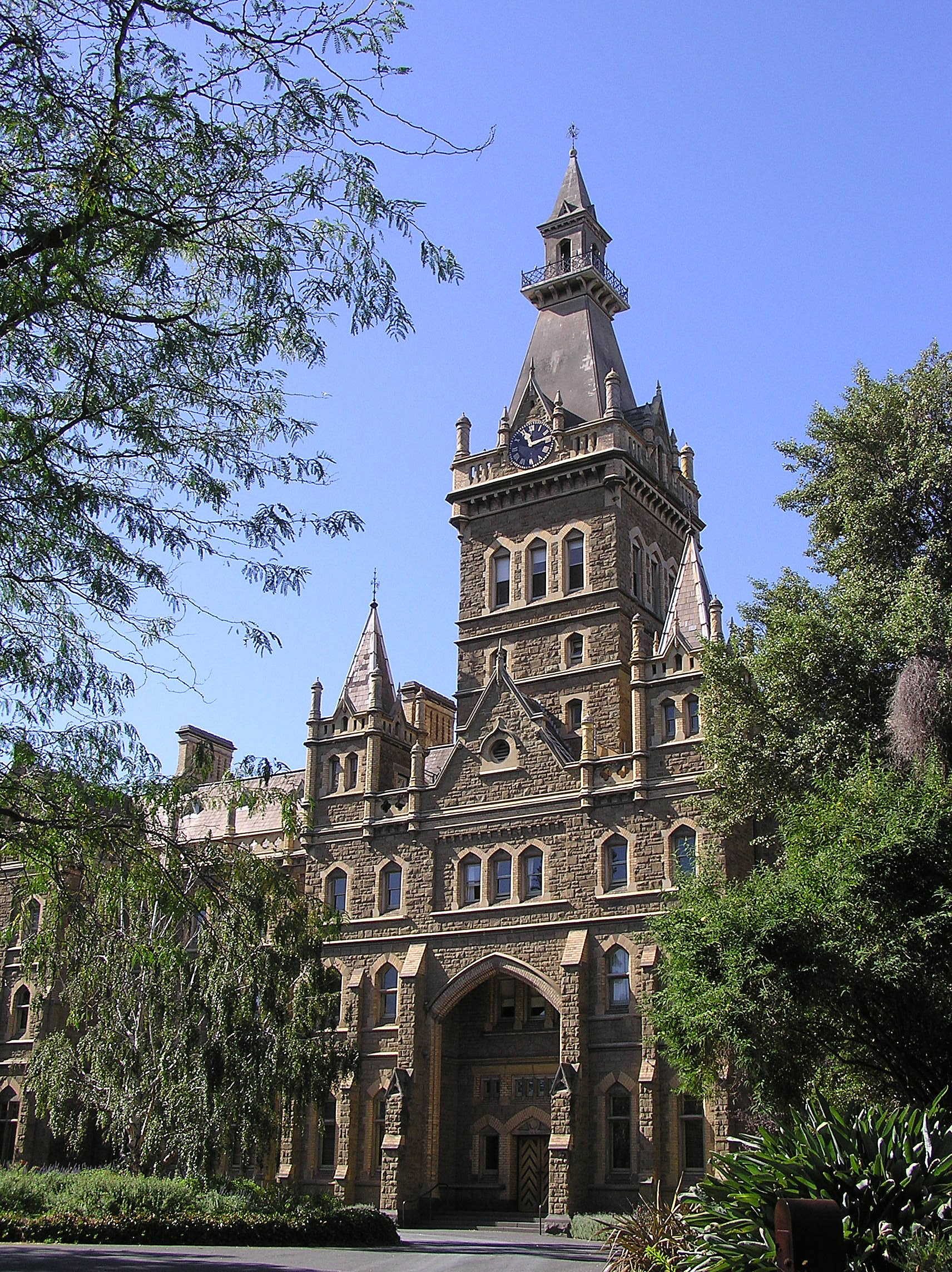
Орманд Коледж (1857), Університет Мельбурна

Система освіти в Мельбурні, також як і в усьому штаті Вікторія, перебуває під контролем Департаменту освіти і раннього розвитку дитини (DEECD). Ця організація виступає в якості радника для двох міністерств штату, залучених в управління системою освіти — Міністерства освіти і Міністерства дітей і раннього розвитку дитини. Система освіти побудована за триступеневою схемою — початкова освіта (англ. Primary school), середня освіта (англ. Secondary schools або Secondary colleges) і вища освіта. З двадцяти найкращих середніх шкіл Австралії за рейтингом Better Education шість — у Мельбурні. Академічний рік зазвичай триває в Мельбурні, як і у всій Вікторії, з кінця січня до середини грудня для початкових і середніх шкіл, а також коледжів, і з кінця лютого до кінця листопада для університетів.
Найбільшими університетами Мельбурна і одночасно одними з найбільших в Австралії є Мельбурнський університет та Університет Монаша. Згідно з дослідженням Британського журналу The Times Higher Education Supplement Мельбурнський університет займає 22-е місце серед кращих навчальних закладів світу, а Університет Монаша в цьому списку на 38 місці. В цьому ж дослідженні Мельбурн названо четвертим кращим університетським містом планети після Лондона, Бостона і Токіо. У Мельбурні розташовані найстаріші вищі навчальні заклади Австралії, включаючи юридичну школу (1857), технічне (1860), медичне училища (1862), зуболікувальну (1897), музичну школи (1891). Всі вони входять до складу Мельбурнського університету, який, таким чином, є найстарішим вищим навчальним закладом штату Вікторія і другим найстарішим в Австралії.
Крім Мельбурнського університету і Університету Монаша в місті ще п'ять державних університетів — Технологічний університет Суінберна, Університет Дікіна, Королівський Мельбурнський технологічний університет (RMIT University), Університет Ла Троба та Університет Вікторії. Також в Мельбурні на початку 1990-х був створений Австралійський інститут космічних досліджень.

## Культура і архітектура

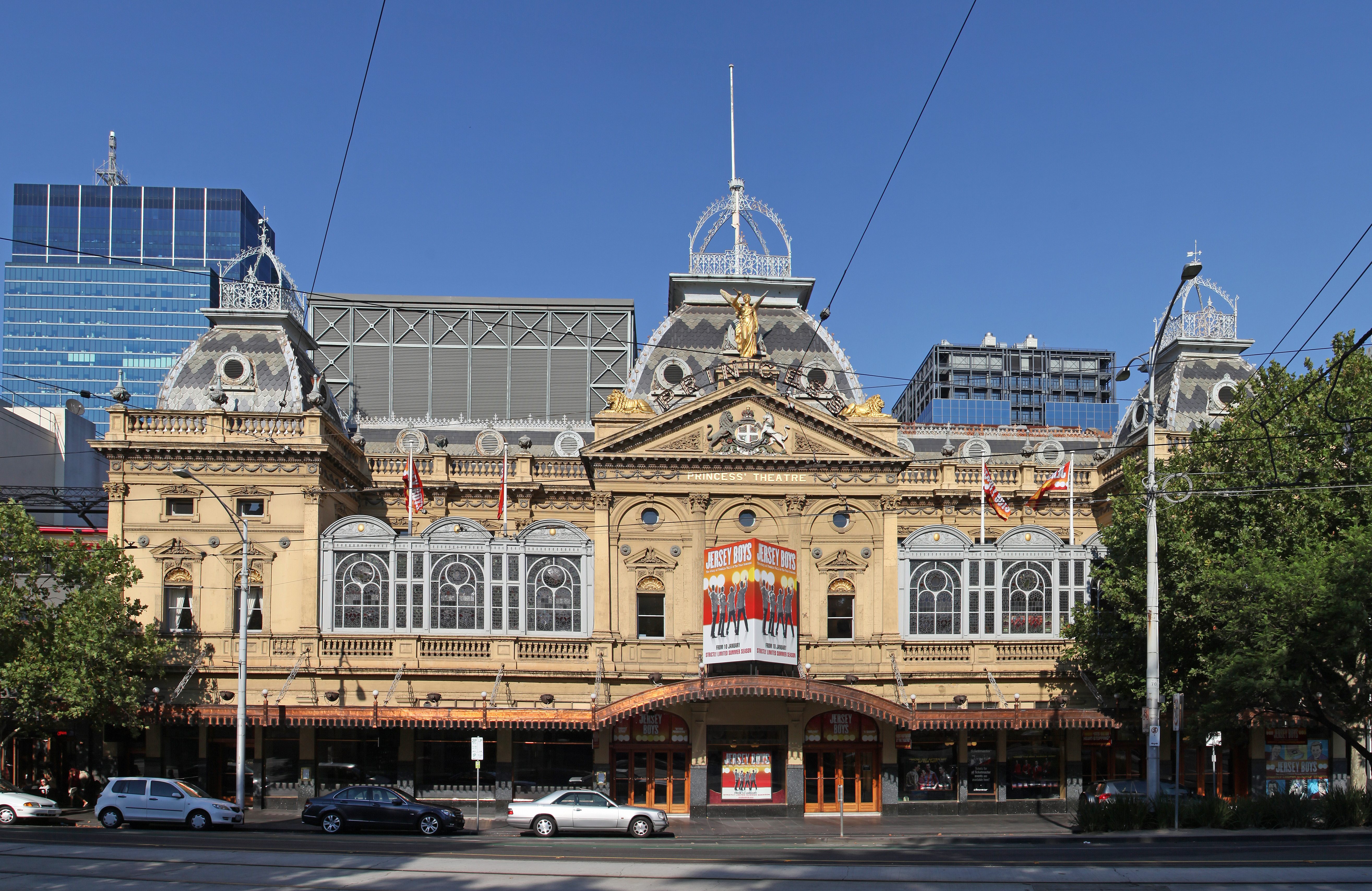
Мельбурнський театр «Принцес» заснований у 1854 році у «вікторіанську» епоху

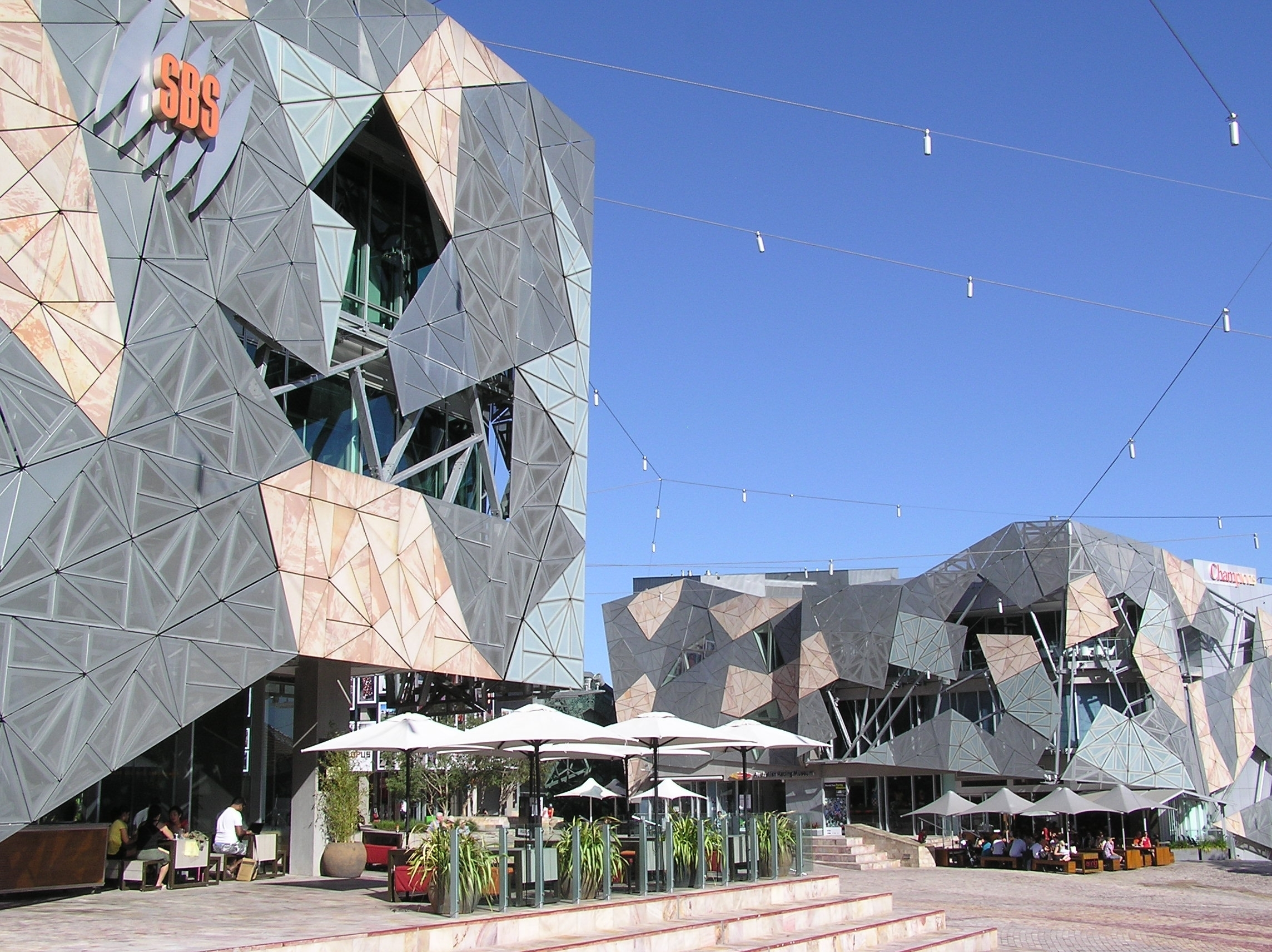
Комплекс будівель на площі Федерації — яскравий приклад сучасної архітектури

Мельбурн, який часто називають культурною столицею Австралії, завдяки великій кількості культурних заходів, отримав всесвітню відомість як центр культури, музики, театру, комедії, мистецтва, архітектури, літератури, кіно та телебачення. У місті проводиться велика кількість щорічних фестивалів, тут розташовані численні найбільші австралійські музеї та виставки. Унікальна і місцева архітектура.
Місто організує широкий спектр щорічних культурних заходів та фестивалів усіх типів, у тому числі Melbourne International Arts Festival (MIAF), Melbourne International Film Festival (MIFF), Melbourne International Comedy Festival (MICF), фестиваль альтернативних мистецтв Melbourne Fringe Festival, фестивалі національних громад тощо.
Багата і різноманітна літературна історія Мельбурна була визнана у 2008 році, коли Melbourne City of Literature отримало статус міста літератури ЮНЕСКО. Державна бібліотека Вікторії — один з найстаріших закладів культури Австралії і одна з найбагатших публічних і університетських бібліотек. У Мельбурні також є найширший асортимент книгарень в Австралії, а також найбільший в країні видавничий сектор. Найвідоміший письменницький фестиваль — Melbourne Writers Festival (MWF).
У Мельбурні великий вибір театрів та театральних майданчиків. В театральному районі East End — цілий ряд театрів — Мельбурнський Атенеум, театр Її Величності («Королівський театр»), театр Princess, театр Regent, а також театр комедії. Серед найвідоміших театрів в інші районах міста — театр «Капітолій», театр «Форум» та «Театр-Пале» — найбільший театр в Австралії, який вміщує до 3000 глядачів. В цьому районі також знаходяться Австралійський балет, Оперний театр «Opera Australia», Мельбурнський симфонічний оркестр.
Музична культура має глибокі корені в місті. Багато відомих австралійських музикантів є вихідцями з Мельбурна. Споруда-рекордсмен Австралії за кількістю глядачів — збудований 1955 року театр під відкритим небом Музична чаша Сідні Майер, яка у 1967 році на концерті гурту The Seekers вмістила близько 200 тисяч глядачів.
Місто вважається одним з основних світових центрів вікторіанської архітектури, у якому збереглася велика кількість будівель цього стилю. Архітектурний вигляд поєднує старовинну забудову і прекрасні зразки сучасної архітектури, які з'явилися в Мельбурні починаючи з середини XX століття. Національна галерея Вікторії, заснована в 1861 році, є найстарішим і найбільшим державним художнім музеєм Австралії та найбільш відвідуваним музеєм Південної півкулі (19-ий у світі). Найбільш архітектурно визначні історичні споруди — Будинок Парламенту (1856), Королівський виставковий центр (1880), Собор святого Павла (1880), вокзал Фліндерс-стріт (1910), Манчестер-юніті-білдінг (1921).
У 2019 році в місті було 750 багатоповерхівок 43 з яких — хмарочоси висотою 150 метрів і більше. Ще 24 — будувалися.
В останні роки місто набуло популярності в світі як один з основних центрів стрит-арту. Цей вид сучасного міського мистецтва став популярний в Мельбурні настільки, що це знайшло відображення в путівниках. Сучасне мистецтво широко представлене в Австралійському центрі сучасного мистецтва.

## Медіа
Найбільшими друкованими газетами Мельбурна є щоденні газети Herald Sun, що належить Руперту Мердоку, і The Age, яка належить компанії Fairfax Media. Загальнонаціональна газета The Australian виходить в Мельбурні у вигляді спеціального випуску. Ця газета також належить Мердоку. Мердок Ньюс Груп випускає кілька щотижневих журналів і володіє більше 50% акцій Fairfax[джерело?]. Найбільша в Австралії муніципальна медіакомпанія Leader Newspapers випускає 33 місцевих щотижневих газети, які висвітлюють проблеми районів та муніципалітетів Мельбурна. У Мельбурні транслюється 30 цифрових телеканалів (аналогове телебачення було повністю відключено 31 грудня 2013 року по всій території Австралії). Платне телебачення в Мельбурні в основному здійснюється через кабельні та супутникові послуги.

## Охорона здоров'я
Серед столиць штатів Австралії Мельбурн поділяє з Канберрою перше місце за тривалістю життя чоловіків (80,0 років) і посідає друге місце після Перта за тривалістю життя жінок (84,1 року).
У віданні уряду Вікторії знаходиться близько 30 громадських клінік і госпіталів на території Мельбурна, а також ще 13 організацій, що забезпечують медичне обслуговування. Крім того, у місті є велика кількість приватних лікарень і шпиталів.
Мельбурн є найважливішим центром медичної науки в Австралії. В місті зосереджено багато провідних медичних, неврологічних та біотехнологічних науково-дослідних установ: Інститут медичних досліджень Сент-Вінсента, Австралійський центр стовбурових клітин, Інститут Бернета, Австралійський інститут регенеративної медицини, Інститут медичних досліджень Уолтера та Елізи Холл, Мельбурнський центр нейропсихіатрії, Інститут нейрології та психічного здоров'я Флорі, Інститут серця і діабету Бейкера, Інститут досліджень здоров'я дитини Мердока та інші.

## Спорт

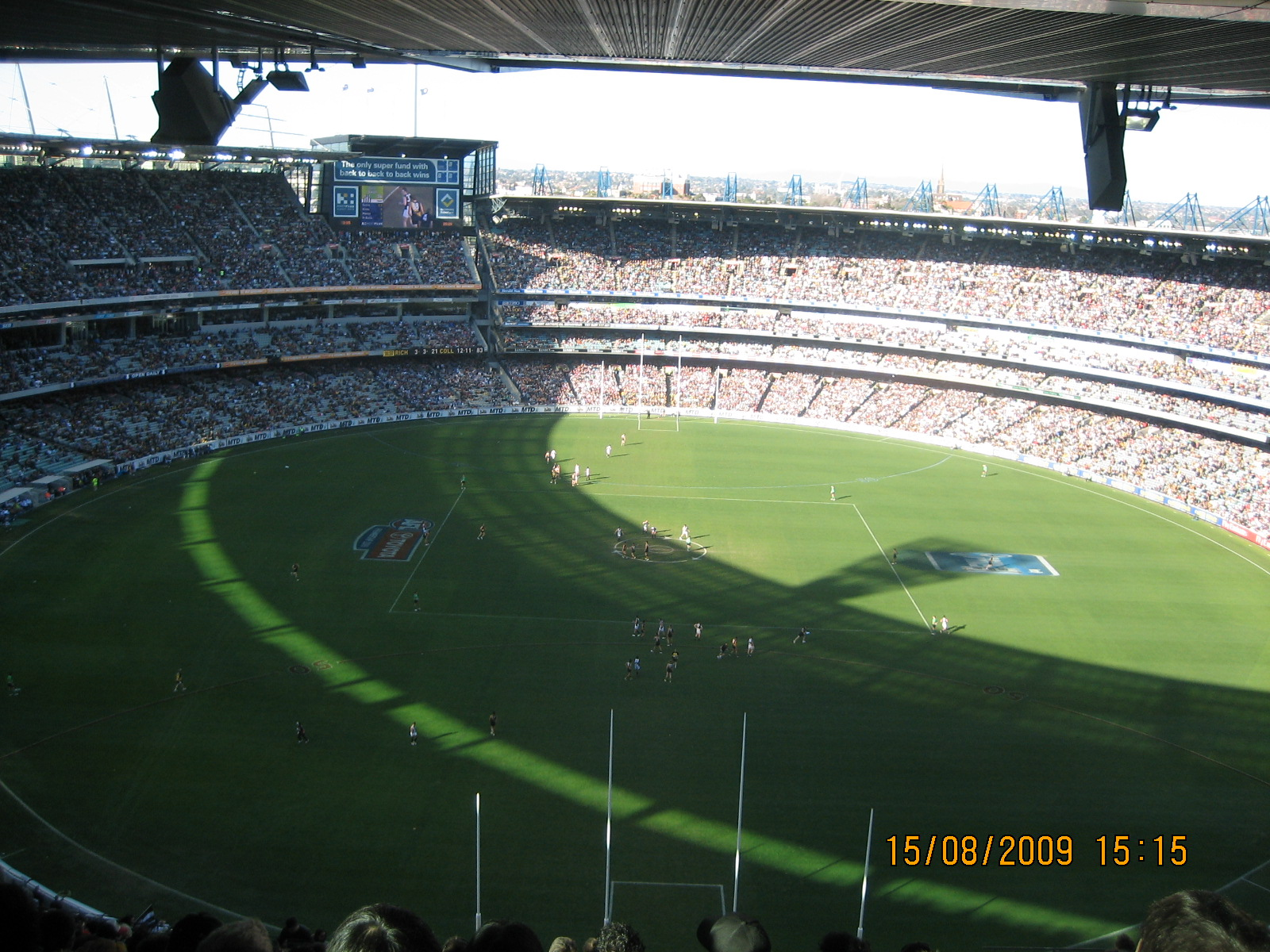
Матч на стадіоні MCG грають «Richmond Football Club» і «Collingwood Football Club»

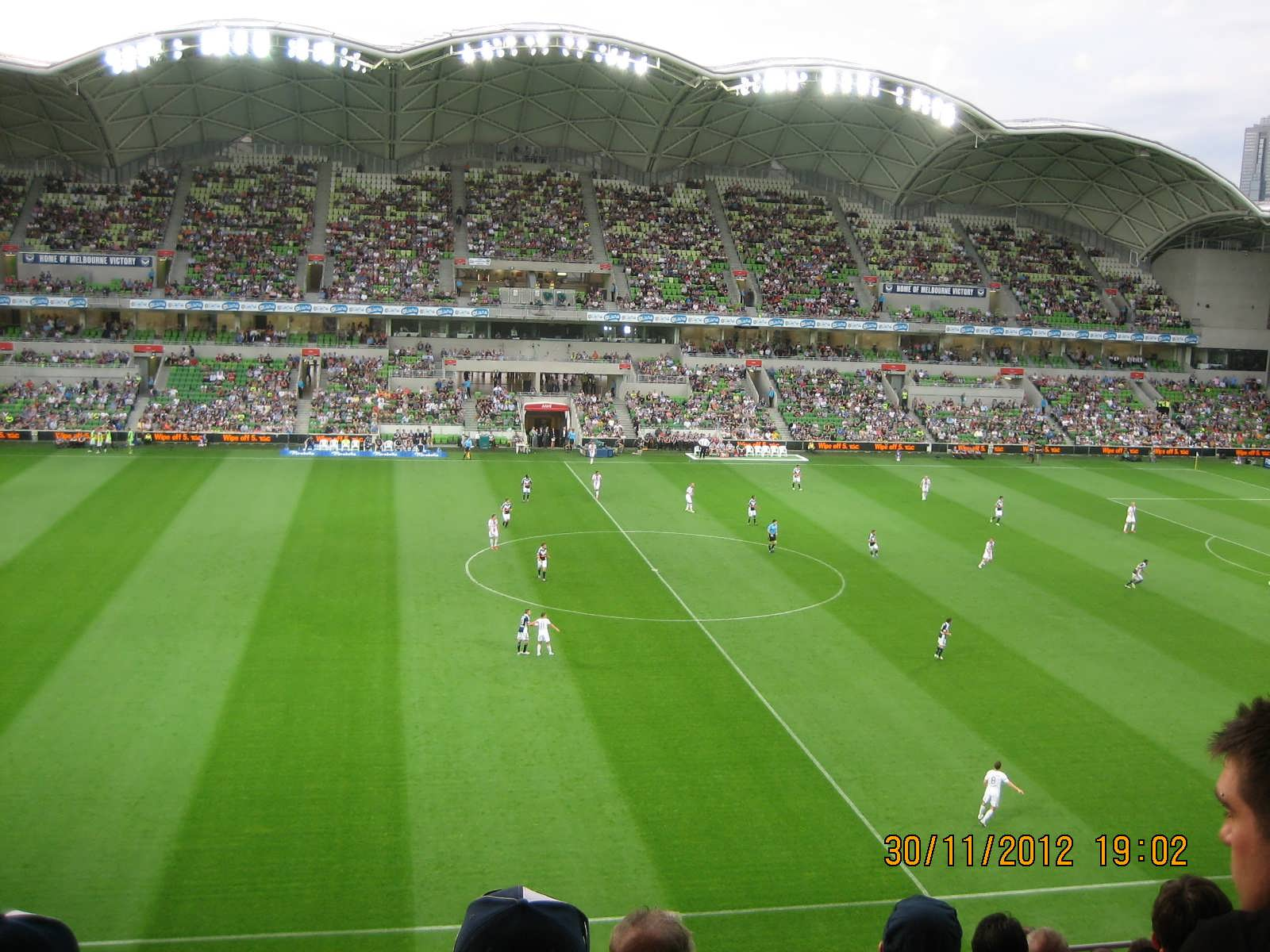
ЕМІ Парк, матч «Мельбурн Вікторі»

Найпопулярніший вид спорту — австралійський футбол, або як його тут любовно називають «футі» (англ. footy). Гра яка на перший погляд нагадує регбі, але має зовсім інші правила, була створена у 1857 у Мельбурні Томом Вілсом (англ. Tom Wills), а перший офіційно задокументований матч відбувся 7-го серпня 1858 року. Але тільки починаючи з 1990 року став проводитися всеавстралійський чемпіонат під егідою Австралійської Футбольної Ліги (АФЛ), до цього проводився Чемпіонат штату Вікторія, а саму гру часто називали вікторіанським футболом. Незважаючи на таку вузьку географічну розповсюдженість футі неймовірно популярний у Мельбурні, тут вболівають за різні клуби майже всі корінні мешканці міста, починаючи з дітей дошкільного віку, а також багато іммігрантів. Вибір клубів величезний. Станом на 2012 рік у самому Великому Мельбурні базуються 10 клубів АФЛ, крім цього клуб Джилонг, з однойменного міста супутника, проводить багато домашніх ігор у Мельбурні, а клуби із Сіднея і Брисбена — Сідней Свонз та Брисбен Лайонз мають мельбурнське коріння відповідно походять від Саут Мельбурн та Фітзтрой Лайонз, і зберігають армію своїх прихильників у самому Мельбурні.
Мельбурнці палко підтримують свої клуби, але в той же самий час поважають вибір інших. Матчі австралійського футболу проводяться на спеціальних стадіонах з великим полем, так як звичайне поле для європейського футболу замале. Офіційні матчі АФЛ проходять на Мельбурн Крикет Граунд, який вміщує 100 018 глядачів та на Доклендс Стадіон, що зараз офіційно носить ім'я спонсора Етіхад — вміщує 53 359 глядачів.
Популярним є традиційний футбол — «сокер» (англ. Soccer). У найвищому футбольному дивізіоні Австралії А-Ліга Мельбурн представляють два клуби: Мельбурн Вікторі (англ. Melbourne Victory — Мельбурнська Перемога) та Мельбурн Харт (англ. Melbourne Heart — Мельбурнське Серце). Матчі зазвичай проходять на Мельбурнському прямокутному стадіоні, який офіційно носить ім'я спонсора ЕМІ Парк — вміщує 30 050 глядачів. Самі принципові матчі, з найбільшою глядацькою аудиторією, проводяться на стадіоні Етіхад. Під егідою Футбольної Федерації Вікторії проводяться аматорські чоловічі та жіночі чемпіонати міста для всіх вікових категорій.
З інших командних видів спорту у Мельбурні популярні: регбі, крикет, баскетбол, нетбол, хокей на траві.
Щорічно місто приймає два всесвітньо-відомі міжнародні турніри — Етап Формули-1 Гран-прі Австралії та Відкритий чемпіонат Австралії з тенісу (один з чотирьох турнірів Великого шолома).
З 1861 року у місті проходять культові кінні перегони — Кубок Мельбурна. Фінальний забіг проходить кожний рік у перший вівторок листопада о 15:00. Цей день є святковим, неробочим днем у Мельбурні.
У 1956 році Мельбурн приймав перші Олімпійські ігри у південній півкулі, а у 2006 році — Ігри Співдружності.
Мельбурнці завзяті азартні гравці — по всьому місту розташовані тоталізатори, де можна робити ставки на більшість спортивних змагань, які проводяться як в Австралії, так і закордоном.

## Українська діаспора

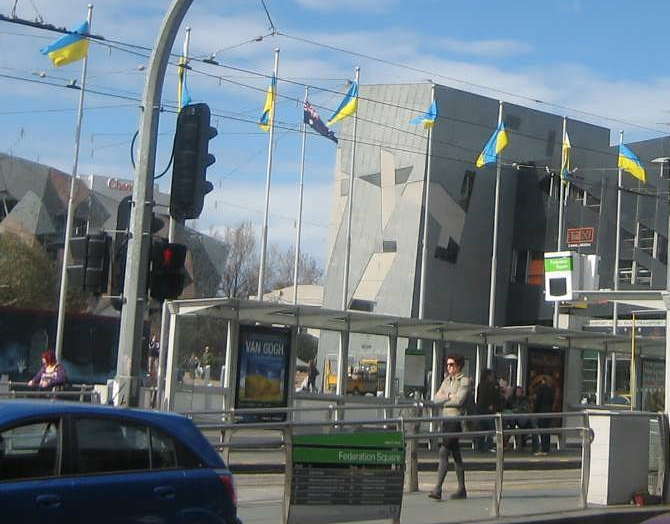
Українські прапори на площі Федерації з нагоди Дня Незалежності України

Українські іммігранти почали масово прибувати до Мельбурна починаючи з 1949 року. Спочатку українці селилися у районі Південного Мельбурна, де згодом у 1953 році відкрили перший український народний дім.
Українська громада оголосила про збір коштів на придбання нового приміщення, таким чином у 1960 році була куплена будівля в Ессендоні (англ. Essendon), де після капітального ремонту було відкрито новий український Народний дім. Поступово Ессендон став центром українського життя у Великому Мельбурні. Тут розташовані:
- Союз Українських Організацій в Австралії (СУОА):[132]
  - Асоціація українців Вікторії (АУВ), осередок Пласту, клуб літніх людей.
- Православна церква Покрови Пресвятої Богородиці.
- Українська кредитна спілка «Дністер».

## Відомі люди

### Народилися
- Ванесса Аморозі — співачка-поетеса, продала понад 2 мільйони копій своїх альбомів, хіт This Is Who I Am займав 1-ше місце в ARIA Charts 2009
- Ерік Бана (Банадіновіч) — актор, роль Брюса Баннера в стрічці Енга Чи Халк 2003, головна роль у фільмі Троя 2004
- Кейт Бланшетт — акторка, премії Оскар та BAFTA за найкращу жіночу роль другого плану у фільмі Авіатор 2004, BAFTA та Золотий глобус за фільм Єлизавета 1998
- Марк Брешіано — футболіст збірної Австралії, учасник ЧС-2006, ЧС-2010, володар Кубка націй ОФК 2004, грав у італійській Серії А
- Стенлі Брюс — прем'єр-міністр Австралії (1923—1929), у роки його прем'єрства столицю Австралії перенесено з Мельбурна до Канберри
- Марк Відука — футболіст збірної Австралії хорватсько-українського походження, учасник ЧС-2006, грав у англійській прем'єр-лізі, 3-х кратний чемпіон Хорватії
- Лі Воннелл — актор і сценарист, здобув світову славу після написання сценарію і виконання ролі Адама у фільмі Пила: Гра на виживання
- Джон Гортон — прем'єр-міністр Австралії (1968—1971), лицар Ордену Великого Хреста Святого Михайла і Святого Георгія 1977, кавалер Ордену Австралії 1988
- Персі Грейнджер — піаніст і композитор, автор Мок Морріс, Ірландські мелодії графства Деррі 1911
- Вінс Ґрелла — футболіст збірної Австралії, учасник ЧС-2006, ЧС-2010, Кубок Азії 2007, італійська Серії А, англійська прем'єр-ліга клуб Блекберн Роверз
- Джермен Ґрір — письменниця, вчена і телеведуча, одна з найвизначніших феміністок, автор твору «The Female Eunuch»
- Ліза Джеррард — музикант, вокалістка і композитор, міжнародне визнання у складі гурту Dead Can Dance — альбом Into the Labyrinth увійшов у Billboard 200 1993
- Альфред Дікін — прем'єр-міністр Австралії (1903—1910, з перервами), лідер руху за створення Австралійського Союзу
- Джон Екклс — вчений-нейрофізіолог, Нобелівська премія з фізіології та медицини 1963, кавалер Ордену Австралії 1990, лицар-бакалавр 1958
- Стів Ірвін — натураліст та тележурналіст, автор фільмів про живу природу, серіал «The Crocodile Hunter» (1997—2004)
- Ноел Куніган — живописець і графік, автор The Cough… stone dust 1947, A Metal Pourer 1948, Eureka 1854 −1954 linocuts 1954
- Ендрю Лотерстейн — плавець, срібна і 2-і бронзові медалі Олімпійських ігор 2008, золото ЧС-2007, бронза ЧС-2009
- Неллі Мелба (Гелен Портер Армстронг) — солістка театрів Гранд-Опера, Ла Скала, Метрополітен-опера, дама Ордену Великого Хреста Британської імперії 1927
- Руперт Мердок — медіамагнат, особистий капітал 8.3 млрд. доларів США 2012, президент «News Corporation», кавалер Ордену Австралії 1984
- Данні Міноуг — співачка, автор пісень, молодша сестра Кайлі Міноуг, альбом «Neon Nights» визнано золотим у Великій Британії 2003
- Кайлі Міноуг — співачка, автор пісень, актриса, Премія Греммі в номінації — найкраща танцювальна композиція за пісню «Come into My World» 2004
- Гелен Редді — вокалістка, автор пісень, участь у рок-опері Ісус Христос — суперзірка 1970, хіт «I Am Woman» займав 1-шу сходинку в Billboard Hot 100
- Джессі Спенсер — актор, Золотий бумеранг асоціації Австралійці в кіно за роль у Доктор Хаус 2006, «People Magazine's 100 Most Beautiful People»
- Анна Торв — акторка, 2-і премії Сатурн за телесеріал Межа, як найкращій телевізійній акторці 2010, 2011
- Флі (Майкл Пітер Бальзарі) — бас-гітарист гурту Red Hot Chili Peppers, один з найкращих бас-гітаристів усіх часів згідно з журналом Rolling Stone 2011
- Малколм Фрейзер — прем'єр-міністр Австралії (1975—1983), кавалер Ордену Австралії 1988, кавалер Ордену Пошани 1977

### Проживали тривалий час
- Макфарлейн Бернет — вчений-вірусолог, Нобелівська премія з фізіології та медицини 1960, лицар Ордену Британської імперії 1969, лицар Ордену Австралії 1978
- Девід Воррен — вчений, винахідник бортового самописця (чорної скриньки), офіцер Ордену Австралії 2002, включений до списку 100 геніїв сучасності 2007
- Джулія Гіллард — прем'єр-міністр Австралії (2010—2013), перша жінка на цій посаді
- Гарольд Голт — прем'єр-міністр Австралії (1966—1967), під час його прем'єрства було скасовано політику білої імміграції, кавалер Ордену Пошани 1967
- Алекс (Олександр) Єсауленко — гравець австралійського футболу українсько-російського походження
- Нік Кейв — рок-музикант, поет, письменник, автор музики до фільмів та сценарист, сценарій до фільму «The Proposition»
- Роберт Мензіс — прем'єр-міністр Австралії (1939—1941, 1949—1956), під час його прем'єрства Австралія приєдналася до війни з Нацистською Німеччиною 1939
- Олівія Ньютон-Джон — співачка, актриса, лауреат 4-х премій Греммі
- Джеффрі Раш — актор, Оскар, Золотий глобус і BAFTA за найкращу чоловічу роль у фільмі Блиск 1996, Золотий глобус за «The Life and Death of Peter Sellers» 2004
- Джеймс Скаллін — прем'єр-міністр Австралії (1929—1932), перший католик на цій посаді, прем'єрство збіглося в часі з Великою Депресією

## Цікаве

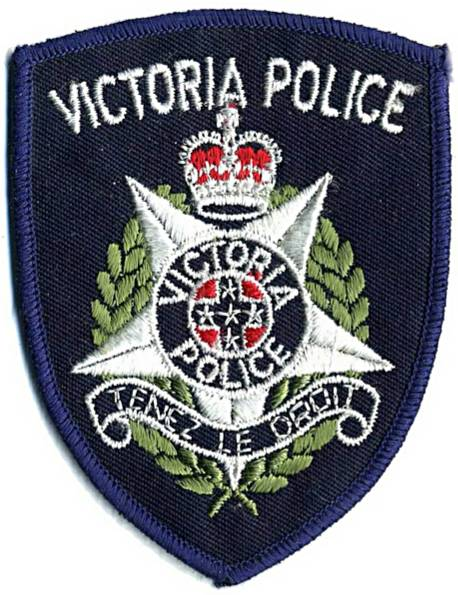
Емблема поліції штату Вікторія

Свято одного міста — перший вівторок листопада є святковим, неробочим днем у Мельбурні. Цього дня проходить фінал кінних перегонів — Кубок Мельбурна. Святковим цей день є тільки в муніципалітетах Великого Мельбурна, на решті території Австралії та навіть штату Вікторія це звичайний робочий день.
Ринок на кістках — найбільший у Південній Півкулі ринок — ринок королеви Вікторії збудований на місті Старого міського цвинтаря. На кладовищі було близько 10 тисяч поховань, зараз під торговими рядами і місцями паркування знаходиться близько 9 тисяч людських останків. У пам'ять про похованих тут людей був встановлений меморіальний знак. У 1970-х роках міська влада робила декілька спроб закрити ринок, але наражалася на спротив профспілок і громади міста.
Ресторан у церкві — в зв'язку з тим, що кількість віруючих християн у місті непохитно зменшуються, релігійні громади вимушені продавати свої культові споруди, багато яких є занесеним до списку Вікторіанської спадщини і не можуть бути знищеними або кардинально перебудованими, тому нові власники переобладнують будівлі церков для своїх потреб без зміни зовнішнього вигляду. Частіше за все в колишніх церквах розміщуються заклади громадського харчування. Типовим прикладом є мексиканський ресторан у будівлі колишньої католицької церкви в районі Кренбурн.
Готель без номерів — у Мельбурні велика кількість закладів з назвою готель (англ. Hotel), які не надають традиційних готельних послуг. Справа в тому, що те що в Британії називають пабом у Мельбурні має назву готель. Історія виникнення назви дуже проста, з початком британської колонізації Австралії австралійські паби (англ. Australian pubs) крім іншого надавали готельні послуги. Особливе розповсюдження паби-готелі отримали на території сучасного Великого Мельбурна у добу золотої лихоманки, коли до Мельбурна прибували тисячі шукачів пригод, які в подальшому направлялися на пошуки золота в штаті Вікторія. На шляхах, що вели від Мельбурна до золотоносних місць, виникали паби-готелі де можна було випити, попоїсти, заночувати, поміняти коней тобто функції які виконував постоялий двір, трактир або корчма. З приходом автомобільної ери і виникненням мереж сучасних готелів, більшість пабів перестали надавали готельні послуги, але традиція виявилася стійкою, тому і нові паби в Мельбурні називають готелями.
Знак поліції «перевернута зірка» — перевернута пентаграма, яка також відома як символ Сатанізму є емблемою поліції штату Вікторія. Мельбурн має один з найнижчих рівнів злочинності по всьому світу, займаючи 5-е місце в Індекс міст «The Economist's Safe». А у 2018 році кількість повідомлень про злочини у Вікторії знизилися на 7,8 % до найнижчого за три роки (5922 випадків на 100 000 людей).